# Tom Brady
Thomas Edward Patrick Brady jr., detto Tom (San Mateo, 3 agosto 1977), è un ex giocatore di football americano statunitense che ha militato nel ruolo di quarterback per i New England Patriots e i Tampa Bay Buccaneers nella National Football League. Fu scelto nel corso del sesto giro (199º assoluto) del Draft NFL 2000 dai Patriots, con cui ha giocato fino al 2019. Al college ha giocato a football all'Università del Michigan.
Nelle diciannove stagioni in cui Brady è stato titolare per un numero significativo di gare, ha raggiunto il Super Bowl in nove occasioni con i Patriots (XXXVI, XXXVIII, XXXIX, XLII, XLVI, XLIX, LI, LII e LIII), vincendone sei (XXXVI, XXXVIII, XXXIX, XLIX, LI e LIII) e una volta con i Buccaneers (LV, vinto). Inoltre è stato nominato un numero record di cinque volte MVP del Super Bowl (XXXVI, XXXVIII, XLIX, LI, LV), è stato convocato per quindici Pro Bowl, ha detenuto il primato NFL per il maggior numero di passaggi da touchdown lanciati in una singola stagione tra il 2007 e il 2013 e possiede il terzo più alto passer rating in carriera di tutti i tempi (97,2) tra i giocatori con almeno 1.500 passaggi tentati. Brady ha contribuito anche a stabilire il record NFL per il maggior numero di vittorie consecutive di una franchigia con 21 nell'arco di due stagioni (2003–04) e nel 2007 guidò New England a disputare la prima (e finora unica) stagione regolare senza sconfitte da quando il numero di gare stagionali è stato aumentato da 14 a 16. Nei playoff ha lanciato più yard e touchdown di qualsiasi altro quarterback e vinto più partite di ogni altro giocatore nella storia (il suo record è di 31 vittorie e 12 sconfitte).
Brady, Joe Montana e Patrick Mahomes sono gli unici tre giocatori nella storia della NFL ad aver vinto sia il titolo di MVP della NFL sia quello di MVP del Super Bowl più di una volta in carriera. L'ex quarterback dei Patriots, infatti, è stato nominato per tre volte miglior giocatore della lega: nel 2007, nel 2010 (diventando il primo giocatore della storia ad aggiudicarsi il titolo di MVP con un verdetto unanime) e nel 2017. Brady è inoltre l'unico quarterback ad avere guidato la propria squadra a dieci Super Bowl (raggiunto nove volte con i Patriots e una con i Buccaneers). Nel 2005 e nel 2021 fu nominato Sportivo dell'Anno da Sports Illustrated, mentre vinse il premio di "Sportsman of the Year" di The Sporting News nel 2004 e 2007, anno in cui fu anche nominato Atleta maschile dell'anno dall'Associated Press (primo giocatore della NFL a ricevere tale premio da Montana nel 1990). Valutando le sue qualità fisiche e grandi prestazioni in gara, molti esperti lo considerano il più forte giocatore di football della storia: in lingua inglese definito con l'acronimo G.O.A.T. ossia Greatest Of All Time.

## Carriera universitaria
Brady al college giocò a football all'Università del Michigan. Nei primi due anni fu il quarterback di riserva, mentre il titolare e futuro quarterback NFL Brian Griese guidò nel 1997 i Wolverines a una stagione da imbattuti, coronata nella vittoria del Rose Bowl. Quando si iscrisse a Michigan, si trovò come settimo quarterback nelle gerarchie della squadra e faticò duramente per riuscire a scendere per brevi tratti in campo; assunse anche uno psicologo sportivo per combattere la frustrazione e l'ansia e valutò anche di trasferirsi ai California Golden Bears. Brady lottò con Drew Henson per il posto da titolare e alla fine disputò tutte le partite del 1998 e del 1999 sotto la direzione del capo-allenatore Lloyd Carr. Nel suo primo anno come titolare stabilì i record di Michigan per maggior numero di passaggi tentati e completati in una stagione, mentre l'anno seguente fu nominato capitano della squadra. I Wolverines vinsero 20 delle 25 gare che disputò come titolare, vincendo il titolo della Big Ten Conference e il Citrus Bowl contro Arkansas nel 1998. Nel 1999, Brady guidò Michigan a una vittoria ai supplementari nell'Orange Bowl su Alabama, lanciando per 369 yard e 4 touchdown.

## Carriera professionistica

### New England Patriots

#### Stagione 2000: stagione da rookie
Brady fu scelto nel corso del sesto giro, 199º assoluto, del Draft NFL del 2000. Secondo il libro Patriot Reign di Michael Holley, i Patriots erano stati indecisi se scegliere il quarterback di Michigan o Tim Rattay: entrambi infatti avevano ricevuto giudizi positivi dall'allora allenatore dei quarterback Dick Rehbein. In virtù dei traguardi raggiunti in seguito, molti analisti considerano Brady la miglior scelta nel Draft NFL di tutti i tempi.
Brady iniziò la stagione come quarto quarterback nelle gerarchie della squadra, dietro il titolare Drew Bledsoe e le riserve John Friesz e Michael Bishop; per la fine della stagione era salito al grado di riserva dello stesso Bledsoe. Nella sua stagione da rookie, Tom completò un passaggio su 3 tentativi per 6 yard.

#### Stagione 2001: prima vittoria del Super Bowl
I Patriots aprirono l'annata con una sconfitta per 23–17 a Cincinnati, con Bledsoe come quarterback titolare.
Il 23 settembre 2001, New England stava giocando contro i suoi diretti avversari di division, i New York Jets, quando il linebacker avversario Mo Lewis colpì duramente Bledsoe, procurandogli un'emorragia interna. Il quarterback fece ritorno per la serie successiva ma fu poi sostituito da Brady nell'ultimo drive della partita. New York conservò il suo vantaggio, 10–3, e i Patriots scesero a 0-2 in stagione. Brady fu nominato titolare per la terza gara, contro i Colts: nelle sue due prime gare come titolare, terminò con dei poco spettacolari passer rating di 79,6 e 58,7, rispettivamente, nella vittoria 44–13 su Indianapolis (all'ultima stagione nella AFC East) e nella sconfitta per 30–10 contro i Miami Dolphins.
Nella quinta gara stagionale, Brady iniziò a trovare il ritmo giusto: in svantaggio in casa contro i San Diego Chargers 26–16 nel quarto periodo, guidò i Patriots a due touchdown in due drive, portando la gara ai supplementari, dove la sua squadra vinse con un field goal. Terminò la gara con 33 passaggi completati su 54 tentativi per 364 yard e 2 touchdown. La settimana successiva, giocò ancora bene nella rivincita contro i Colts, con un passer rating di 148,3 nella vittoria 38–17. New England vinse 11 delle 14 gare in cui Brady partì come titolare, incluse le ultime sei della stagione regolare, vincendo la AFC East ed ottenendo la possibilità di saltare il primo turno di playoff. Brady terminò con 2.843 yard passate e 18 touchdown, venendo convocato per il suo primo Pro Bowl.
Playoff 2001
Nella prima gara di playoff della carriera, contro gli Oakland Raiders, Brady lanciò 312 yard e guidò i Patriots alla rimonta di 10 punti di svantaggio nel quarto periodo, mandando la gara ai supplementari, dove vinsero con un field goal di Adam Vinatieri. Una giocata controversa nella partita giunse quando, sotto di tre punti nel quarto periodo, Brady perse il controllo del pallone dopo essere stato colpito dall'ex compagno dei Wolverines Charles Woodson: Oakland inizialmente recuperò il pallone, ma, citando la "tuck rule" (regola del piegamento) che afferma che ogni movimento per un lancio in avanti di un quarterback inizia un passaggio anche se il quarterback perde il possesso del pallone mentre sta poi tentando di riportarlo verso il suo corpo, l'arbitro Walt Coleman cambiò la chiamata dopo aver visionato l'instant replay, classificando la giocata come un passaggio incompleto piuttosto che un fumble.
Nella finale della AFC contro i Pittsburgh Steelers, Brady si infortunò al ginocchio, venendo rilevato da Bledsoe. I Patriots vinsero la partita e furono immediatamente classificati come sfavoriti per 14 punti e mezzo dai bookmaker di Las Vegas contro i campioni della NFC, i St. Louis Rams, nel Super Bowl XXXVI.
Guarito dall'infortunio, Brady poté partire da titolare nel Super Bowl una settimana dopo. Nella finalissima, a due minuti dalla fine della partita, col punteggio sul 17 pari, i Patriots si trovavano sulla loro linea delle 15 yard e senza timeout: in quel momento tutti, compreso il mitico allenatore e commentatore John Madden, erano convinti che avrebbero fatto esaurire il tempo per cercare di vincere ai supplementari. Brady, invece, lanciò la sua squadra all'attacco, conquistando una buona posizione per il kicker Adam Vinatieri che trasformò il field goal della vittoria mentre il tempo andava esaurendosi. Brady fu nominato MVP del Super Bowl XXXVI avendo lanciato per 145 yard, un touchdown e senza aver subito alcun intercetto, diventando l'allora più giovane quarterback della storia a vincere un Super Bowl.

#### Stagione 2002
La stagione si concluse con un record di 9–7, alla pari con New York Jets e Miami Dolphins in testa alla classifica della division; tuttavia, per le regole della classifica avulsa, il primo posto andò ai Jets ed i Patriots mancarono i playoff.
Malgrado il rating di 85,7 sia stato il suo minimo in carriera, Brady guidò la lega con 28 passaggi da touchdown e 921 yard in più che nel 2001, anche se i suoi 14 intercetti furono il massimo in carriera. Giocò quasi tutta la seconda parte della stagione con una spalla infortunata ed il capo allenatore di New England Bill Belichick affermò che se i Patriots avessero centrato la postseason, Brady non sarebbe stato in grado di giocare la prima partita a causa di quell'infortunio.

#### Stagione 2003: seconda vittoria del Super Bowl
Nella stagione 2003 Brady, dopo una partenza di 2-2, portò i Patriots a vincere 12 partite consecutive e a conquistare la propria division. Il quarterback finì con 3.620 yard passate e 23 touchdown, finendo terzo nella classifica dell'MVP stagionale dietro il rivale Peyton Manning e Steve McNair. Nei playoff New England eliminò proprio le squadre dei due co-MVP, Titans e Colts, andando poi a vincere il Super Bowl XXXVIII per 32-29 contro i Carolina Panthers. Nell'occasione, Brady fu nuovamente nominato MVP della partita e fece registrare l'allora primato per il maggior numero di passaggi completati da un quarterback in un Super Bowl.

#### Stagione 2004: terza vittoria del Super Bowl

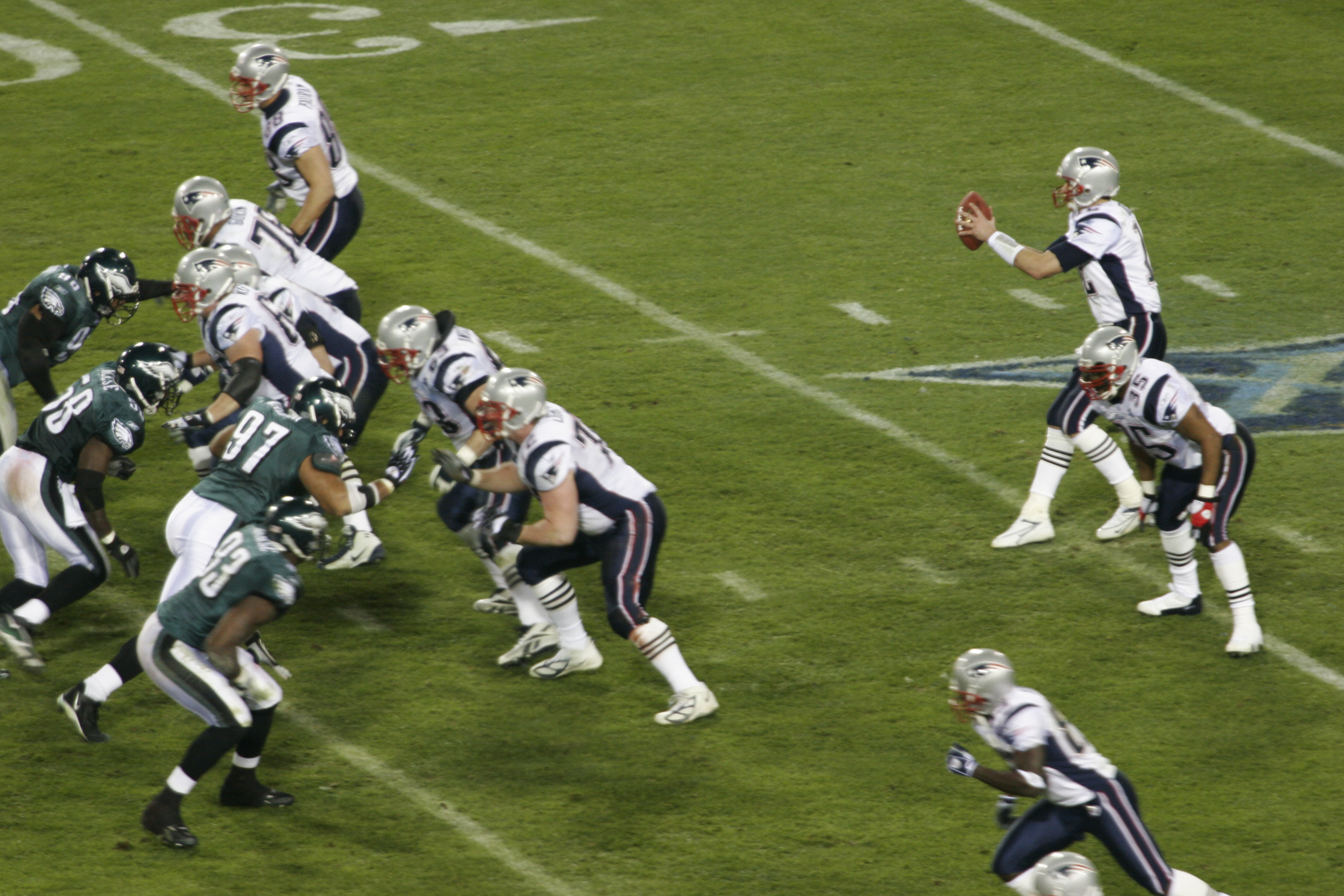
Brady durante il Super Bowl XXXIX.

Nella stagione 2004 Brady aiutò i Patriots a registrare due primati: 21 vittorie consecutive (considerando anche quelle della fine dell'anno precedente) e miglior record (14-2) per una squadra campione uscente. New England vinse il titolo di conference per la terza volta in quattro anni, dopo aver battuto gli Indianapolis Colts e i Pittsburgh Steelers; in quell'occasione Brady giocò la sua miglior partita dell'anno nonostante la sera prima avesse avuto la febbre a 39,5 °C, facendo registrare un rating di 130,5 contro la miglior difesa della NFL. I Patriots conquistarono il loro terzo Super Bowl battendo i Philadelphia Eagles nel Super Bowl XXXIX, dove Brady passò per 236 yard e 2 touchdown.
Nel 2005 la rivista Sports Illustrated lo elesse "sportivo dell'anno", il quarto giocatore di football a ricevere questo premio.

#### Stagione 2005
Durante la stagione 2005 i Patriots furono costretti a contare ancora di più sul loro quarterback, a causa degli infortuni occorsi ai running back Corey Dillon, Patrick Pass e Kevin Faulk. Brady si ritrovò anche un nuovo centro e un nuovo running back: Heath Evans. I risultati furono positivi: Brady finì primo nella lega con 4.110 yard passate e terzo con 26 touchdown; il rating di 92,3 fu allora il suo secondo migliore in carriera, malgrado i 14 intercetti subiti. Corse inoltre per 89 yard e commise un minimo in carriera di 4 fumble. Brady e i Patriots finirono con un record di 10–6 vincendo il titolo della AFC East per la terza volta consecutiva; tra i momenti significativi della stagione vi furono la gara con gli Steelers, in cui Brady guidò il drive vincente della squadra, e il match in casa degli Atlanta Falcons, quando il quarterback di New England stabilì il record stagionale con un rating di 140,3.
Nei playoff, Brady guidò i Patriots alla vittoria 28–3 sui Jacksonville Jaguars nel turno delle wild card; il 14 gennaio 2006, però, la corsa dei campioni in carica si arrestò con la sconfitta per 27–13 contro i Denver Broncos all'INVESCO Field. Brady lanciò per 346 yard nella gara con un touchdown e due intercetti, nella prima sconfitta nei playoff della sua carriera. Dopo la fine della stagione, fu rivelato che aveva giocato con una pubalgia dal mese di dicembre. Il linebacker Willie McGinest commentò dicendo che Brady ne era al corrente ma che continuò a giocare; questa fu la ragione principale per cui, malgrado la convocazione, non si presentò all'annuale Pro Bowl.
Nonostante non dovesse giocare la gara, Brady fu comunque presente al Super Bowl XL come lanciatore ufficiale della monetina e come parte delle celebrazioni per i precedenti MVP del Super Bowl.

#### Stagione 2006
Brady guidò i Patriots ad un record di 12–4 ed il quarto posto nella AFC malgrado un reparto di ricevitori non all'altezza. Nella regular season, Brady passò 3.529 yard e 24 touchdown; inizialmente non fu tra i giocatori scelti per il Pro Bowl, anche se gli venne offerto il posto per sostituire l'infortunato Philip Rivers, proposta che egli declinò.
Nei playoff i Patriots superarono i Jets ed i Chargers prima di essere eliminati dai Colts nella finale della AFC dopo una grande rimonta di Peyton Manning e compagni.

#### Stagione 2007: 16-0, MVP della NFL e sconfitta nel Super Bowl

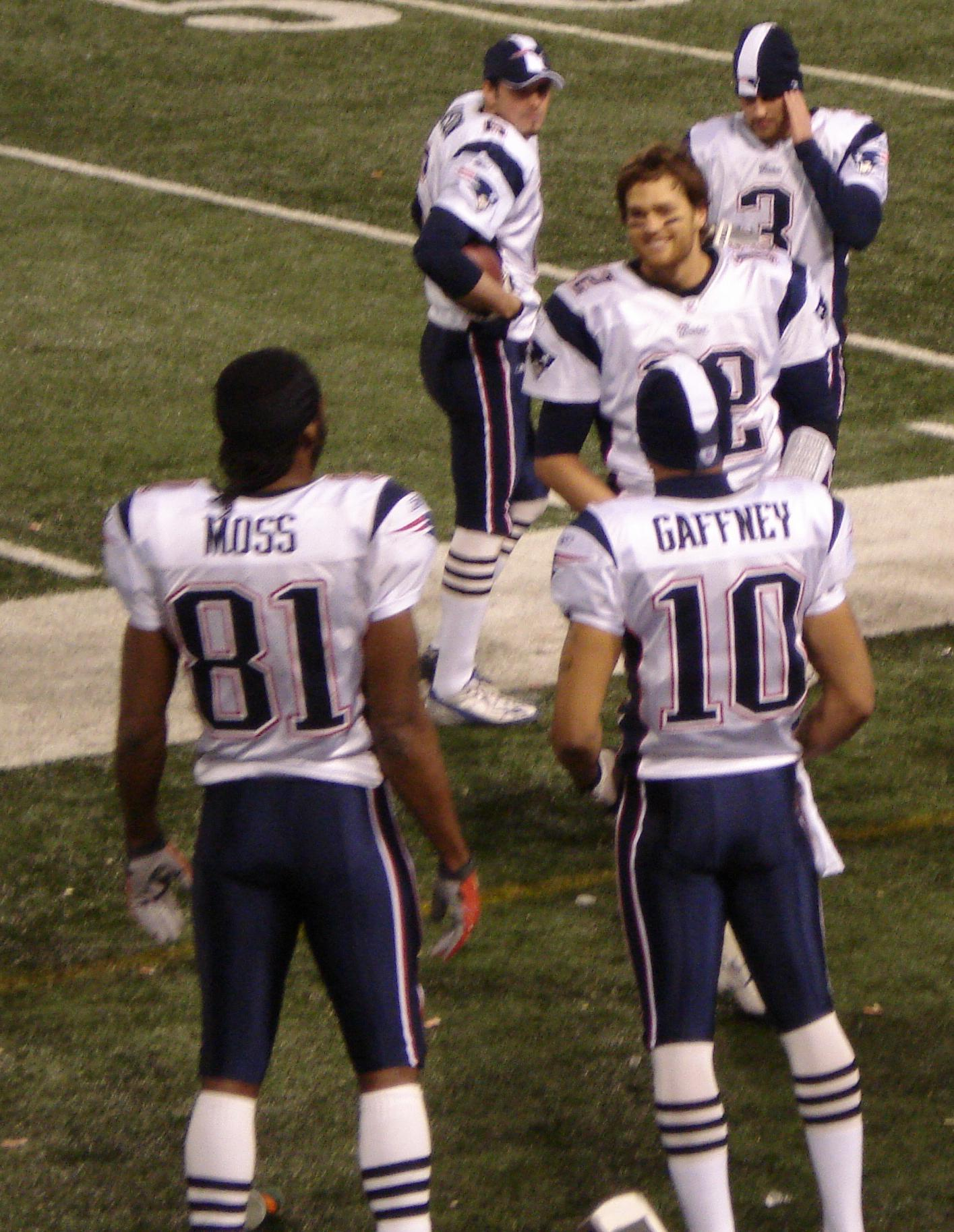
Brady coi compagni Randy Moss e Jabar Gaffney, dopo aver lanciato il 50º touchdown da record al Giants Stadium.

Nel 2007, grazie anche all'acquisizione da parte dei Patriots di ricevitori del calibro di Donté Stallworth, Wes Welker e, soprattutto, Randy Moss, Brady fu protagonista di una stagione tra le migliori della carriera, chiusa con 4.806 yard totali su passaggio, 50 passaggi da touchdown (battendo il precedente record di 49 detenuto da Manning) e un passer rating medio di 117,2; alcuni giornalisti sportivi la definirono "la miglior stagione di sempre per un quarterback". Queste prestazioni gli consentirono di vincere per la prima volta il titolo di MVP, diventando così il primo giocatore della storia dei Patriots ad essere insignito di tale premio. New England chiuse la stagione con 16 vittorie in altrettante partite, la seconda squadra della storia a mantenersi imbattuta nella stagione regolare dopo i Miami Dolphins nel 1972 (i quali però avevano un calendario composto da sole 14 partite).
Nei playoff, contro i Jacksonville Jaguars, Brady fece segnare il record di passaggi completati consecutivi nella postseason (16); a fine partita furono 26 su 28 e la percentuale relativa, 92,9 %, fu la più alta mai registrata nella storia della NFL (per prestazioni con almeno 20 passaggi tentati). I Patriots vinsero per 31-20 e raggiunsero la finale della AFC, dove dovettero affrontare i San Diego Chargers, vittoriosi a sorpresa una settimana prima contro i favoriti Indianapolis Colts: Brady giocò sottotono, subendo 3 intercetti e chiudendo con un rating di 66,4, ma New England riuscì a vincere 21-12, sfruttando anche l'assenza tra i Chargers della loro stella LaDainian Tomlinson e delle precarie condizioni fisiche del quarterback Philip Rivers e del tight end Antonio Gates. Questa fu la 100ª vittoria da professionista per Brady, che diventò così il quarterback titolare a cui servirono meno partite per raggiungere questo traguardo, 16 in meno di Joe Montana.
Il 3 febbraio 2008, a Glendale, in Arizona, Brady e i Patriots affrontarono nel Super Bowl XLII i sorprendenti New York Giants: nonostante New England fosse ampiamente favorita vista la differenza di rendimento riscontrata fino ad allora, fu la squadra della "Grande Mela" ad aggiudicarsi il titolo, vincendo col punteggio di 17-14 e realizzando una delle imprese più eclatanti nella storia dello sport statunitense. La partita di Brady non fu eccezionale: nonostante cifre dignitose, la difesa dei Giants lo mantenne sempre sotto pressione, giocando molti blitz, costringendolo a forzare i propri passaggi ed infliggendogli cinque sack. La prima sconfitta di Brady in un Super Bowl segnò anche la fine del sogno dei Patriots di diventare campioni senza subire sconfitte: il record dei Dolphins rimase quindi intatto.

#### Stagione 2008: infortunio

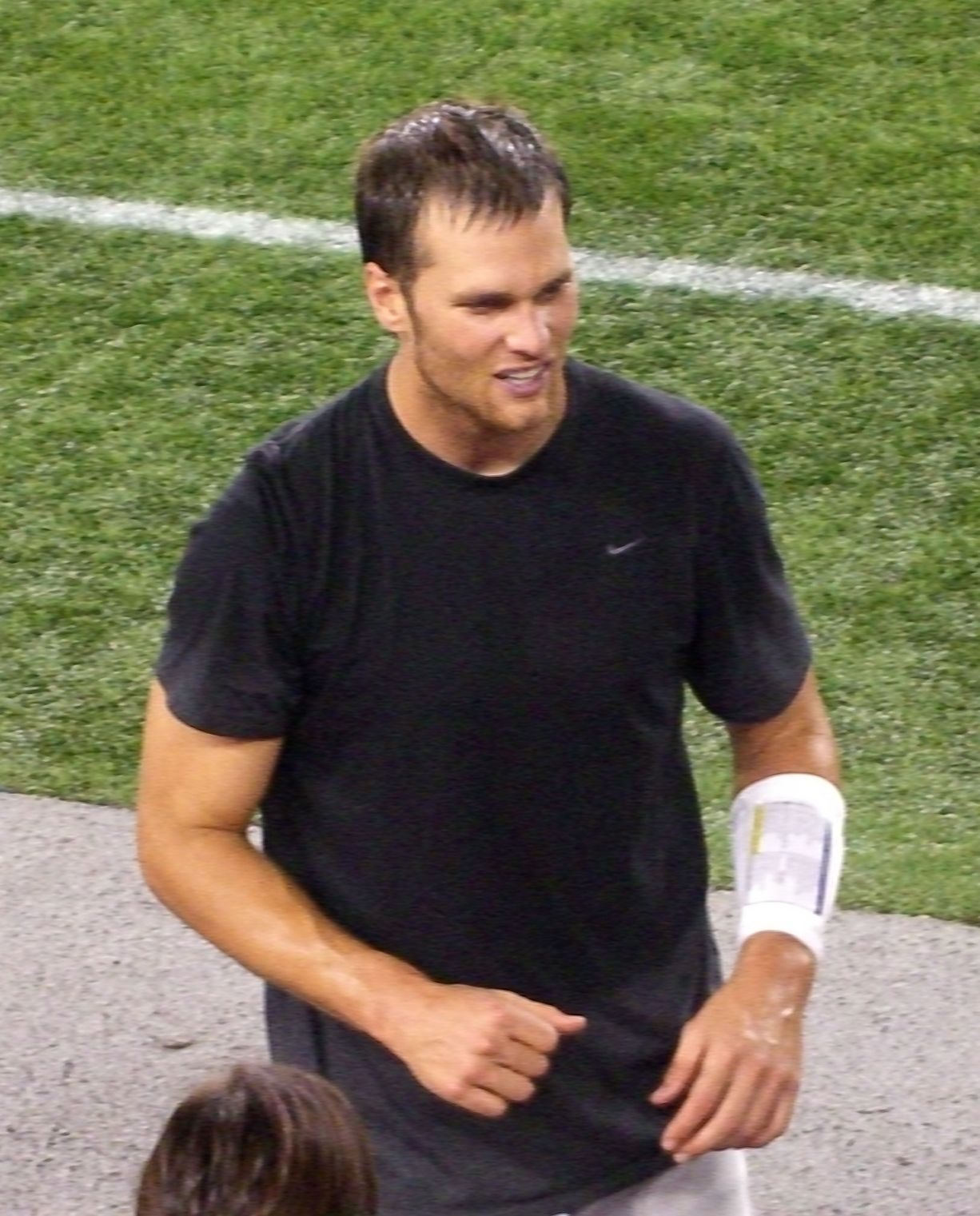
Tom Brady nel 2008

Nella stagione 2008, durante il 1º quarto della partita d'esordio contro i Kansas City Chiefs, Brady uscì dal campo per un infortunio dopo il placcaggio da parte della safety Bernard Pollard e non fece più ritorno in campo. Gli esami evidenziarono la rottura del legamento crociato anteriore del ginocchio sinistro: appena appresa la notizia, i Patriots misero il loro quarterback titolare sulla lista degli infortunati per tutto il resto della stagione, utilizzando come suo sostituto Matt Cassel.
Brady fu operato due volte per la ricostruzione del legamento crociato anteriore e per riparare il legamento mediale collaterale; per effetto di una sepsi fu poi costretto a ricorrere a due ulteriori interventi.

#### Stagione 2009
Nella sua prima partita ufficiale dopo l'infortunio, Brady lanciò per 378 yard e 2 touchdown nella gara iniziale della stagione contro i Buffalo Bills: nei minuti finali della gara, i Patriots erano in svantaggio 24–13 prima che Brady e Benjamin Watson segnassero due touchdown consecutivi conquistando la vittoria per 25–24. Dopo questa prestazione, Brady fu nominato Giocatore offensivo della settimana della AFC per la tredicesima volta in carriera.

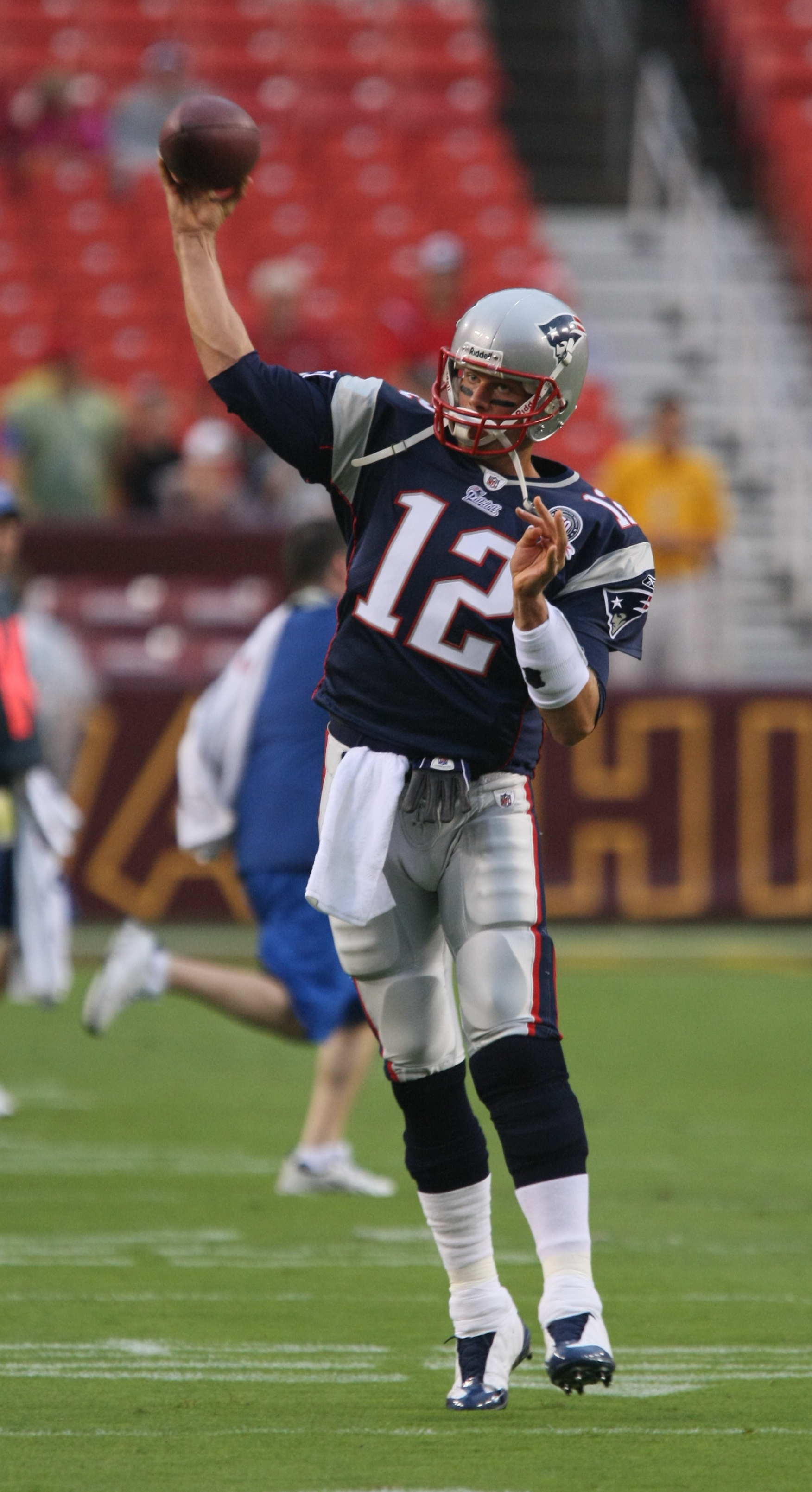
Brady in una gara di pre-stagione il 28 agosto 2009.

Il 18 ottobre 2009, Brady segnò un record storico per la NFL: nel secondo periodo del match contro i Tennessee Titans, lanciò il maggior numero di touchdown in un singolo quarto, cioè cinque (due a Moss, uno a Faulk e due a Welker); finì poi la partita con sei touchdown, pareggiando il suo record in carriera e passando per 380 yard, completando 29 passaggi su 34 e terminando con un passer rating di 152,8. La vittoria per 59–0 pareggiò il record per il più alto margine di punti dopo la fusione tra AFL e NFL del 1970 e stabilì il record per il più alto margine all'intervallo (45–0). Ricevette dunque nuovamente il premio di Giocatore offensivo della settimana della AFC. Nella settimana 16, Brady stabilì un altro record per i Patriots in regular season, con una percentuale di passaggi completati dell'88,5% contro i Jacksonville Jaguars; per la terza volta nella stagione fu nominato Giocatore offensivo della settimana della AFC.
Brady terminò la stagione regolare del 2009 con 4.398 yard passate e 28 touchdown per un 96,2 di rating, malgrado un dito della mano destra fratturato e tre costole rotte, tutti infortuni che subì nel corso della stagione. Fu scelto come riserva nel Pro Bowl del 2010 e vinse il premio NFL Comeback Player of the Year 2009.
Nei playoff lanciò 3 intercetti nel Wild Card Round perso coi Baltimore Ravens per 33–14, la sua prima sconfitta casalinga in carriera in postseason e la prima sconfitta di New England in casa dai playoff 1978.

#### Stagione 2010: seconda volta MVP
Il 10 settembre 2010 Brady firmò un contratto di quattro anni, il cui valore era di 72 milioni di dollari, facendone il giocatore più pagato della NFL; l'accordo comprendeva 48,5 milioni di dollari garantiti, tenendolo legato ai Patriots almeno fino alla stagione 2014. La notizia della firma del contratto venne resa nota lo stesso giorno in cui il giocatore, alle 6:30 del mattino, ebbe un incidente d'auto dal quale uscì illeso.
Brady divenne il più giovane giocatore a vincere 100 partite di stagione regolare aiutando la squadra a superare i Miami Dolphins 41–14 il 4 ottobre 2010.
Il 21 novembre 2010 pareggiò il record di Brett Favre con 25 vittorie consecutive da titolare in casa, nel successo per 31–28 sugli Indianapolis Colts. L'ultima sconfitta di Brady in casa durante la stagione regolare risaliva infatti al 12 novembre 2006, col punteggio di 17–14 contro i New York Jets. Il 6 dicembre 2010 allungò ulteriormente la sua striscia, nella vittoria 45–3 proprio sui New York Jets.
Il 19 dicembre 2010, in una vittoria casalinga per 31–27 sui Green Bay Packers, Brady ebbe la sua settima gara consecutiva da almeno due touchdown senza un intercetto, battendo così il record di Don Meredith. La settimana seguente nella vittoria in trasferta 34–3 sui Buffalo Bills, superò il record di Bernie Kosar, ottenuto tra il 1990 e 1991, di 308 passaggi consecutivi senza un intercetto.
Durante la stagione, Brady lanciò per 3.900 yard con 36 touchdown a fronte di soli 4 intercetti. Ebbe un passer rating di 111,0, il quale gli consegnava, all'epoca, due delle migliori cinque prestazioni della storia della lega e ne fece il primo giocatore della storia a finire due differenti stagioni con un rating sopra il 110. Il rapporto di 9:1 tra touchdown e intercetti superò il suo stesso record di 6,25:1 stabilito nel 2007, facendo di lui il primo quarterback a terminare con rapporto touchdown/intercetti di almeno 6:1 in due stagioni diverse.
Brady fu scelto come titolare per il Pro Bowl 2011, ma dovette rinunciare alla gara (venendo sostituito dalla sua ex riserva Matt Cassel dei Kansas City Chiefs) a causa di un intervento per una frattura da stress del piede destro. Fu inserito unanimemente come membro del First Team All-Pro dell'Associated Press e nominato giocatore offensivo dell'anno; venne dunque premiato con voto unanime (primo e finora unico a raggiungere tale conseguimento) come MVP della lega per la seconda volta in carriera e posizionato al primo posto nella NFL Top 100, la classifica dei 100 migliori giocatori della stagione.

#### Stagione 2011: seconda sconfitta nel Super Bowl

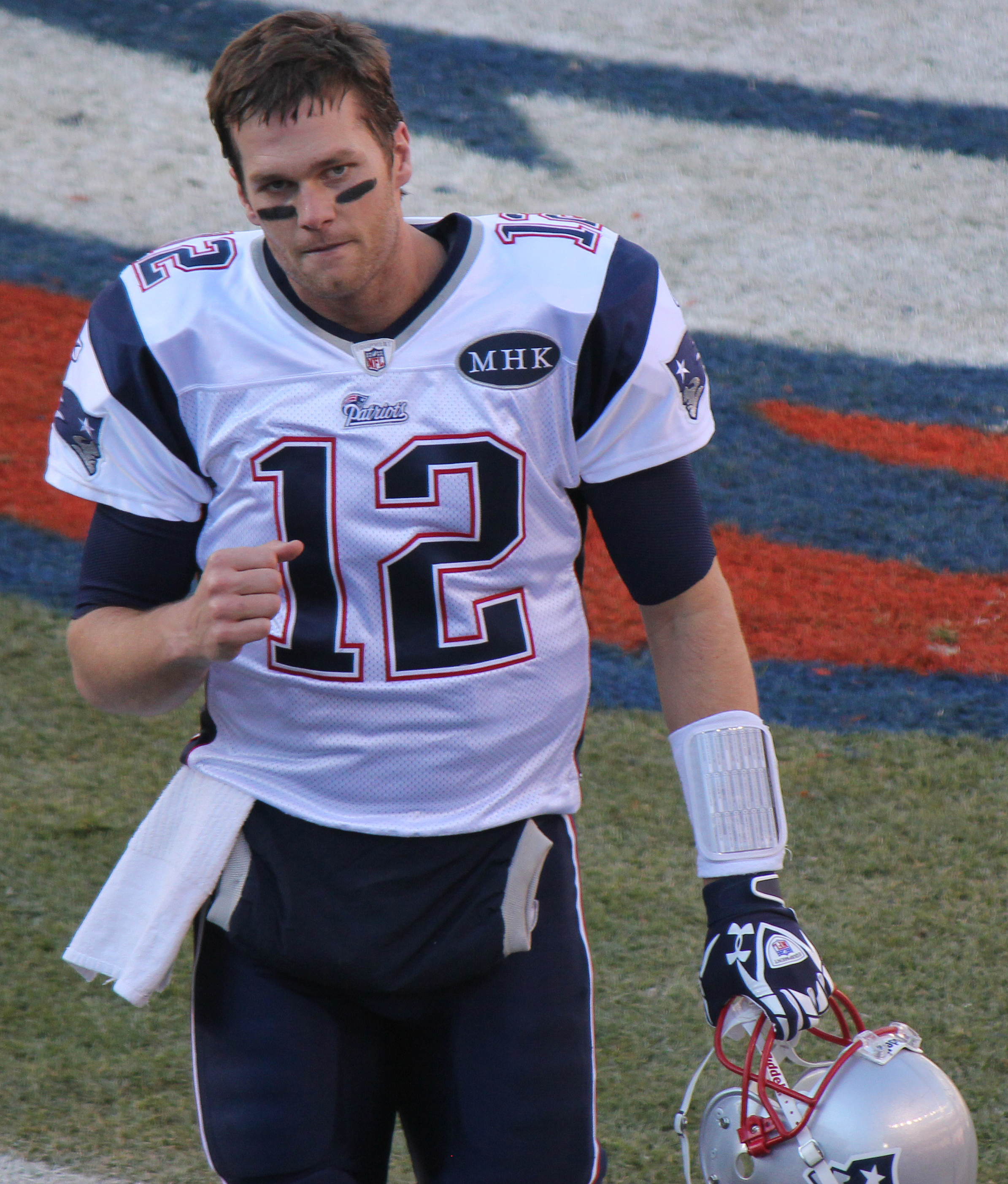
Tom Brady a Denver, Colorado, il 18 dicembre 2011, nel prepartita del match tra Patriots e Broncos.

Nella prima settimana della stagione NFL 2011, Brady lanciò per 517 yard e 4 touchdown, con un intercetto, contro i Miami Dolphins (fu la seconda volta che superò le 400 yard in una partita); esso fu il record per un quarterback dei Patriots in una gara unica (il precedente primato apparteneva a Drew Bledsoe con 426 yard contro Minnesota nel 1994), un record per il Monday Night Football e la quinta prestazione di ogni epoca della NFL, dopo Norm Van Brocklin, Warren Moon, Boomer Esiason (in una gara terminata ai tempi supplementari) e Dan Marino; fu anche la prima prestazione da 500 yard e 4 touchdown da quella di Y. A. Tittle nel 1962. Inoltre, i due quarterback in campo quel giorno (il titolare dei Dolphins era Chad Henne) totalizzarono un record combinato di 933 yard passate. L'intercetto di Brady mise fine alla sua striscia di passaggi consecutivi a 358; divenne inoltre il 12º quarterback a completare un passaggio da 99 yard, in questo caso per Wes Welker. Brady fu nominato Giocatore offensivo della settimana della AFC.
Nella seconda giornata, contro i San Diego Chargers, Brady lanciò nuovamente per oltre 400 yard, completando 31 passaggi su 40 per 423 yard, 3 touchdown (due diretti a Rob Gronkowski e uno ad Aaron Hernandez) e nessun intercetto. Diventò così il settimo quarterback della storia a passare per più di 400 yard per due settimane consecutive e il secondo Patriot dopo Matt Cassel nel 2008; il sesto quarterback a fare ciò fu il rookie dei Carolina Panthers Cam Newton, in precedenza proprio in quella giornata. Brady fu nuovamente nominato Giocatore offensivo della settimana della AFC, facendone il primo giocatore in 28 anni a vincere tale premio nelle prime due settimane della stagione. Fu anche la prima volta che un giocatore che aveva passato per oltre 500 yard in una partita ne passò almeno 400 in quella successiva.
Nella settimana 4, in trasferta contro gli Oakland Raiders, Brady pareggiò il record di Peyton Manning di 13 partite in stagione regolare con almeno due touchdown segnati e raggiunse il nono posto, superando il suo idolo d'infanzia Joe Montana, nella lista del numero di touchdown passati, con 274.
Nella settimana 15 divenne il secondo QB nella storia della lega con almeno due stagioni consecutive con 35 passaggi da touchdown (dopo Brett Favre nel 1995, 1996 e 1997) e il settimo con più di una stagione da 4.500 yard passate (dopo Dan Fouts, Dan Marino, Warren Moon, Kurt Warner, Peyton Manning e Drew Brees). La settimana seguente, divenne il primo quarterback di sempre con tre stagioni da 36 o più touchdown.
Nell'ultima gara di stagione regolare coi Buffalo Bills, Brady divenne il terzo quarterback della storia a lanciare per 5.000 yard in una singola stagione, terminando l'annata con il record assoluto di 5.235 e superando così le 5.084 yard passate da Dan Marino nel 1984.
Playoff 2011
Nella vittoria 45–10 di New England sui Denver Broncos di Tim Tebow nel Divisional round, Brady stabilì un primato personale nei playoff con 363 yard passate e pareggiò il record NFL di Daryle Lamonica e Steve Young, lanciando 6 passaggi da touchdown (con un intercetto). Questa vittoria, la sua prima nella postseason dal gennaio 2008, diede a lui e all'allenatore dei Patriots Bill Belichick il record solitario di vittorie combinate per un QB e un allenatore (pari a 15).
Nella finale della AFC contro i Ravens, vinta per 23-20, Brady passò per 236 yard con un touchdown su corsa e due intercetti, una prestazione non eccezionale che però fu sufficiente a conquistare la qualificazione per il quinto Super Bowl della carriera. Nel finale di partita Baltimore sbagliò il field gol del potenziale pareggio che avrebbe portato l'incontro ai supplementari.
Il 5 febbraio 2012 si svolse il Super Bowl XLVI contro i New York Giants di Eli Manning, nella rivincita della partita di quattro anni prima. Brady iniziò la gara in maniera difficile lanciando volontariamente il pallone a terra dalla propria end zone e causando una safety. Si rifece nell'ultima parte del secondo quarto, in cui guidò un drive da 96 yard (record del Super Bowl pareggiato) in cui passò il touchdown del vantaggio per 10-9. Malgrado il superamento del record di Montana per i passaggi completi consecutivi nel Super Bowl (16) e il record per il maggior numero di yard in carriera lanciate durante il Super Bowl (superando Kurt Warner) non riuscì a vincere il quarto titolo in carriera, venendo sconfitto 21-17.
A fine stagione, Brady fu votato al 4º posto nella NFL Top 100, l'annuale classifica dei migliori cento giocatori della stagione.

#### Stagione 2012
Con 236 yard passate nel primo turno contro i Titans, superò le 40.000 in carriera. Nella settimana 4 i Patriots tornarono alla vittoria dopo due sconfitte segnando 52 punti ai Buffalo Bills: dopo un inizio a rilento, Brady prese in mano le redini della squadra passando 340 yard e 3 touchdown su passaggio e un altro segnato su corsa. Per questa prestazione vinse per l'undicesima volta in carriera il premio di miglior quarterback della settimana.
Nella settimana 8 New England vinse nettamente contro i St. Louis Rams nella cornice speciale dello Wembley Stadium a Londra: Brady passò per 4 touchdown e 304 yard, vincendo per la seconda volta in stagione il premio di miglior quarterback della settimana.
Nella settimana 11, nella vittoria contro i Colts per 59-21, venne eguagliato il record di franchigia per punti segnati, con Brady che passò per 331 yard d 3 touchdown. A fine anno fu convocato per l'ottavo Pro Bowl in carriera, con New England che si assicurò il secondo record della AFC e la possibilità di saltare il primo turno di playoff. La sua stagione regolare si concluse al quarto posto nella lega sia in yard passate (4.827) che in passaggi da touchdown (34), con soli 8 intercetti, il secondo miglior risultato tra tutti i quarterback titolari.
Con la vittoria nel Divisional round contro i Texans, Brady divenne il quarterback più vincente della storia dei playoff, superando Montana con la sua diciassettesima partita vinta; concluse la sfida con 344 yard passate e 3 touchdown. Nella finale della AFC non riuscì a diventare il primo quarterback della storia a portare la propria squadra a disputare 6 Super Bowl: i Patriots furono infatti sconfitti dai Ravens, in quella che fu la prima partita nella carriera di Brady in cui perse una partita dopo essere stati in vantaggio all'intervallo, una striscia interrottasi al numero di 67 vittorie consecutive.
Come l'anno precedente, fu posizionato al numero 4 nella classifica dei migliori cento giocatori della stagione.

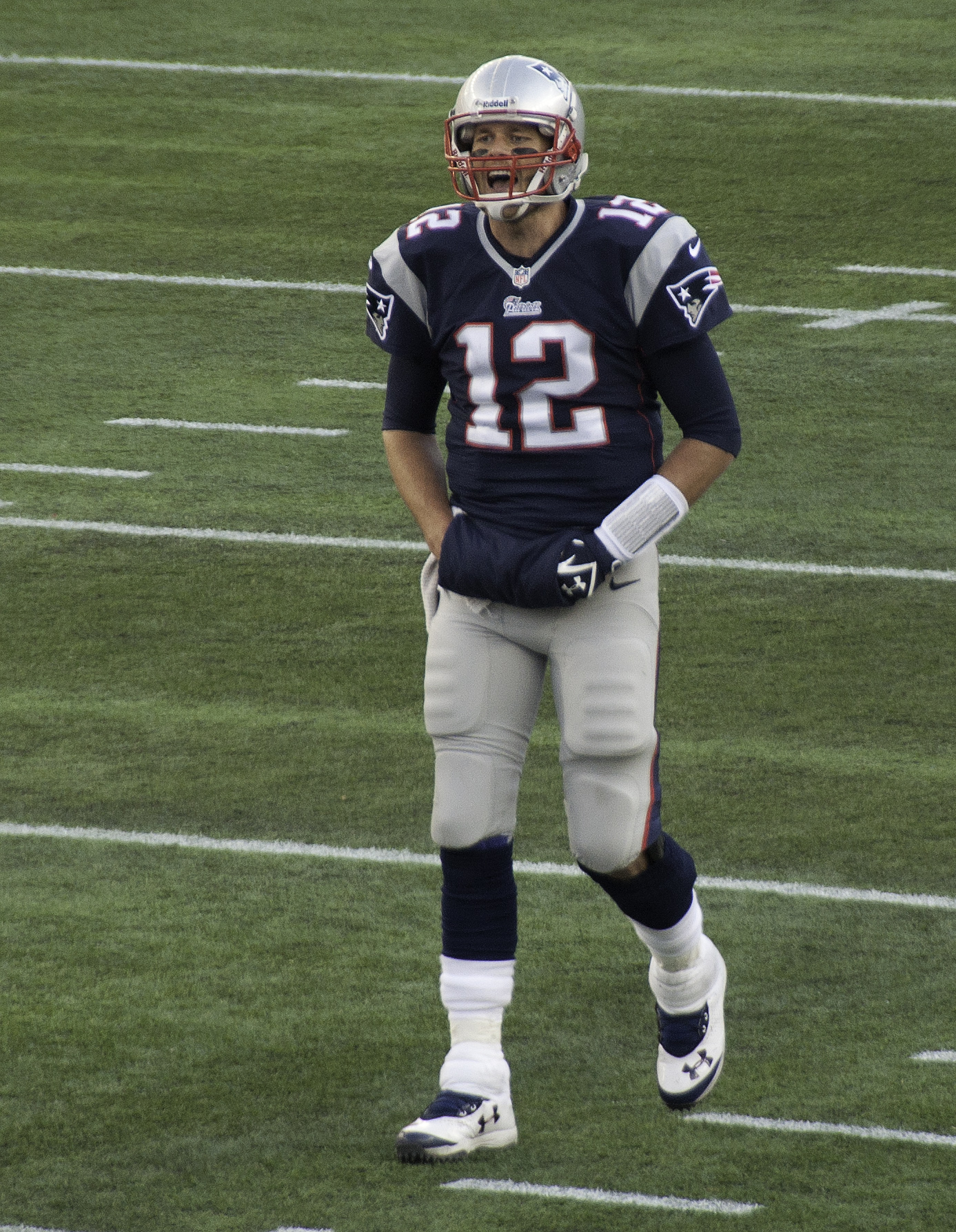
Brady nell'ottobre 2013.

#### Stagione 2013
Il 25 febbraio 2013 Brady firmò coi Patriots un prolungamento contrattuale triennale. La cifra complessiva dell'accordo fu di "soli" 27 milioni di dollari, circa la metà del suo valore di mercato, in modo da liberare spazio nel tetto salariale della squadra per contribuire a mantenerla competitiva.
Senza più Wes Welker, passato ai Denver Broncos, e con un reparto di ricevitori non all'altezza delle annate precedenti, New England ebbe vita dura a battere i Buffalo Bills nella gara di debutto della stagione. Nel secondo turno Brady passò un touchdown per la cinquantesima partita consecutiva, unico giocatore della storia insieme a Drew Brees a riuscirvi.
Nella settimana 5, arrivò la prima sconfitta stagionale contro i Bengals e si interruppe a 52 la striscia di gare consecutive con almeno un touchdown passato, la seconda più lunga di tutti i tempi. L'ultima volta che il quarterback non aveva passato alcun touchdown era stato il 20 settembre 2009 contro i Jets.

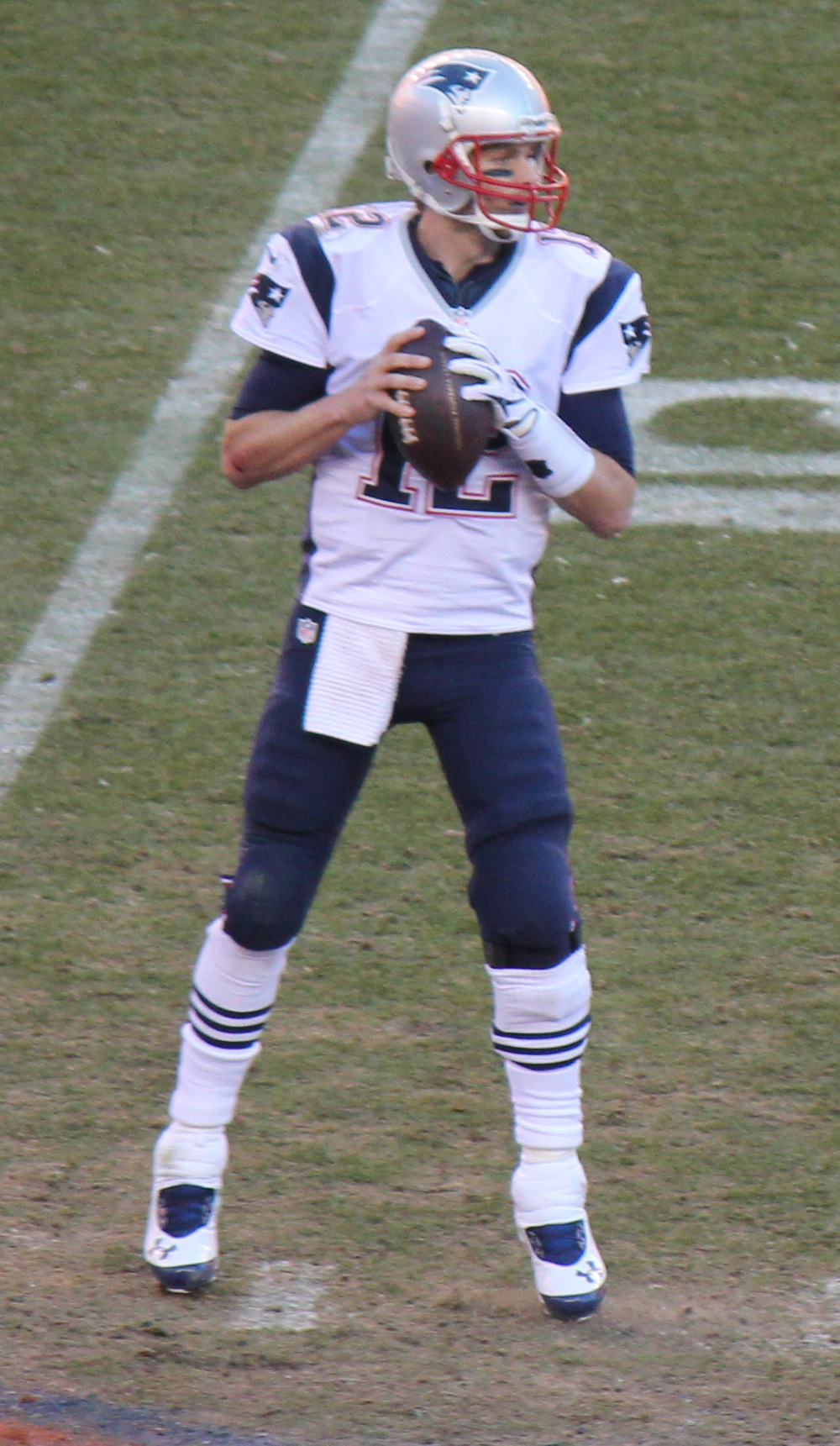
Brady nella finale della AFC a Denver il 19 gennaio 2014.

Nella settimana 9, Brady passò un nuovo massimo stagionale di 432 yard (con 4 touchdown) nella vittoria sugli Steelers, con i 55 punti segnati dai Patriots furono il massimo mai subito dalla franchigia della Pennsylvania. Nella settimana 12 vi fu il quattordicesimo scontro della storia con Peyton Manning: tartassata dai fumble e da errori individuali, New England chiuse il primo tempo in svantaggio per 24-0 contro Denver. La squadra uscì però trasformata nel secondo tempo e Brady guidò una furiosa rimonta, prima pareggiando il punteggio e poi vincendo ai supplementari una delle partite più spettacolari della stagione. La sua gara terminò con 344 yard passate e tre touchdown, portandosi sul record di 10-4 nelle sfide contro il rivale e venendo premiato come giocatore offensivo della AFC della settimana.
Nella settimana 16 i Patriots si assicurarono l'undicesimo titolo di division dell'era Belichick infliggendo una netta sconfitta per 41-7 ai Ravens in trasferta. Brady concluse quella gara con 172 yard passate e un touchdown. Il 27 dicembre fu premiato con la nona convocazione al Pro Bowl in carriera. Nell'ultima gara della stagione, New England superò senza difficoltà i Bills, terminando con un record di 12-4 e assicurandosi la possibilità di accedere direttamente al secondo turno dei playoff.
Nel divisional round, la gara contro i Colts venne impostata pesantemente sulle corse, portando facilmente alla vittoria per 43-22 e alla qualificazione alla terza finale della AFC consecutiva, un fatto senza precedenti per la franchigia. La settimana successiva Brady per la quindicesima volta nella storia si trovò opposto a Manning, ma questa i Broncos ebbero ragione dei Patriots, chiudendo la loro stagione. Tom concluse la gara con 277 yard passate, un touchdown passato e uno segnato su corsa.
A fine anno, il quarterback fu votato al 3º posto nella NFL Top 100 dai suoi colleghi.

#### Stagione 2014: quarta vittoria del Super Bowl
Il 2014 di Brady e dei Patriots si aprì con una sconfitta a sorpresa in casa dei Dolphins per 33-20, in cui passò 249 yard e un touchdown al rientrante Gronkowski, giocando una gara sotto la media. In quel match, Brady divenne il sesto quarterback di tutti i tempi per yard passate in carriera con 49.398, superando l'Hall of Famer Warren Moon. La prima vittoria giunse la settimana successiva in casa dei Vikings in cui passò 149 e un touchdown, cui fece seguito quella nel debutto casalingo contro i Raiders in cui, in una partita dal basso punteggio, concluse con 234 yard passate e un touchdown.
Nella settimana 4, Brady perse la seconda peggior gara della carriera, un 14-41 in casa dei Chiefs che pose diversi punti interrogativi sulla qualità dell'attacco dei Patriots quell'anno. Il quarterback e la squadra risposero però nel turno successivo superando l'ultima squadra rimasta imbattuta, i Bengals, con un netto 43-17 in cui passò 292 yard e 2 touchdown, superando le 50.000 yard passate in carriera. Nel sesto turno giocò la sua sessantesima gara da oltre 300 yard in carriera, passandone 361 con 4 touchdown nella vittoria in casa dei Bills. La terza vittoria consecutiva giunse quattro giorni dopo in una equilibrata gara coi Jets in cui passò altri tre touchdown. Nella settimana 8, nella gara vinta contro i Bears, Brady disputò una delle migliori gare a livello statistico della carriera, completando 30 passaggi su 35 per 354 yard e 5 touchdown. Quattro giorni dopo fu premiato come miglior giocatore offensivo della AFC del mese di ottobre, nel quale passò 14 touchdown senza intercetti subiti, per un passer rating di 129,1, il migliore della lega.

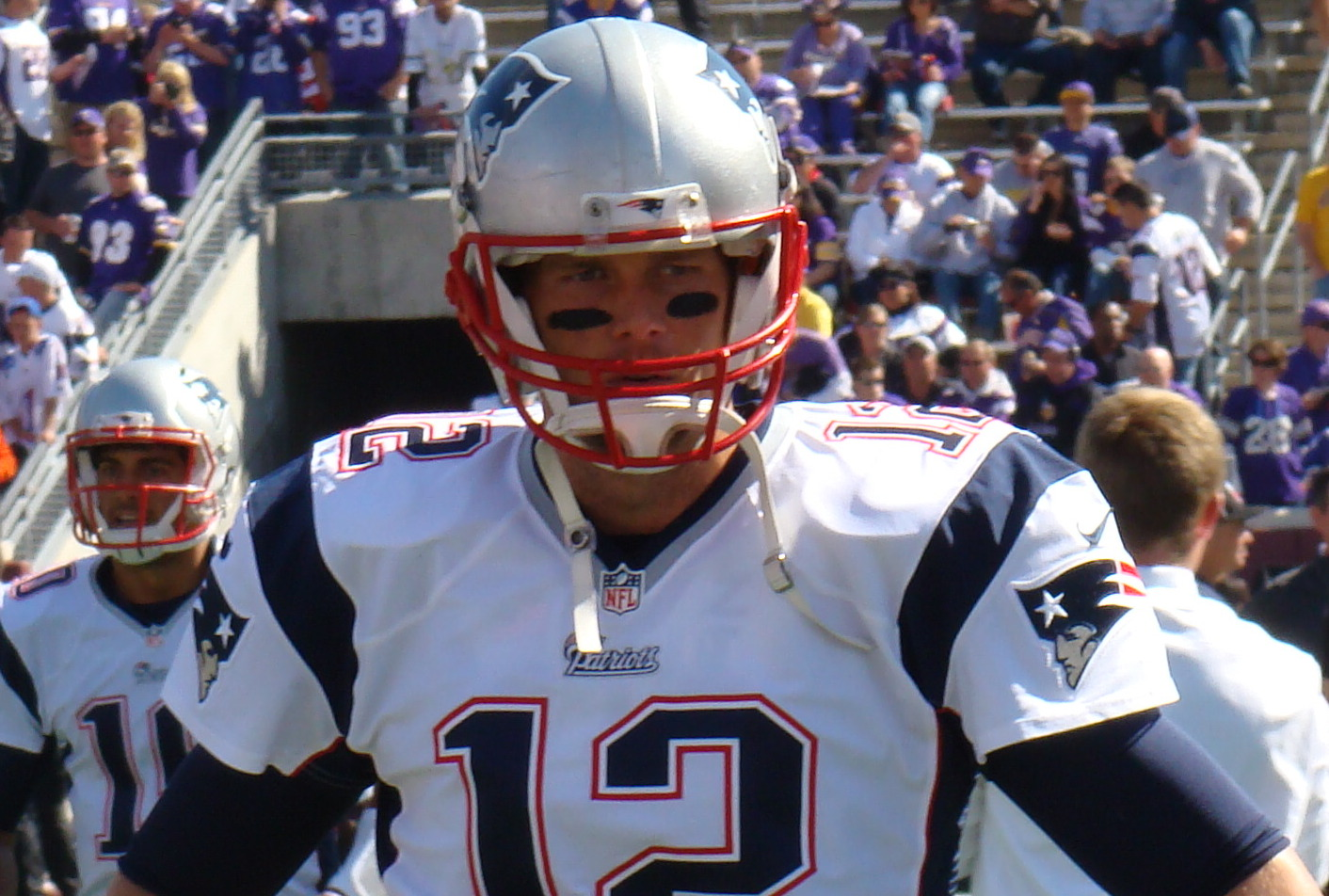
Brady nel settembre 2014 contro i Minnesota Vikings.

Nella settimana 9 vi fu il sedicesimo scontro con Manning, in cui Brady riportò l'undicesima vittoria in una gara che New England fece propria per 43-21. In quella che fu la sua duecentesima partita come titolare in carriera, passò 333 yard e 4 touchdown, con un intercetto. Le sue 155 vittorie furono il massimo in carriera per un quarterback nelle prime duecento gare come partente. Dopo la settimana di pausa, i Patriots batterono altre due squadre in testa alle rispettive division (come lo era Denver), cioè i Colts e i Lions, con Brady che portò a sette gare consecutive la sua striscia con più di un touchdown passato.
La serie positiva si interruppe nella settimana 13 al Lambeau Field nella prima partita della carriera di Brady opposto ad Aaron Rodgers: entrambi i quarterback giocarono bene ma alla fine a spuntarla fu Green Bay per 26-21. La vittoria tornò sette giorni dopo in casa di San Diego, in cui passò il touchdown del sorpasso a metà dell'ultimo periodo di gioco per Julian Edelman; New England giunse così per la dodicesima stagione consecutiva a vincere almeno dieci partite, la seconda striscia più lunga della storia della NFL. Nel quindicesimo turno i Patriots si aggiudicarono il sesto titolo di division consecutivo con un secco 41-13 sui Dolphins. Sette giorni dopo, con una vittoria di misura sui Jets e la contemporanea sconfitta dei Broncos, ebbero la certezza del miglior record della AFC e il vantaggio del fattore campo per tutti i playoff. La stagione regolare di Brady si chiuse al quinto posto nella lega sia in yard passate (4.109) sia in passaggi da touchdown (33), venendo convocato per il decimo Pro Bowl in carriera.
Il 10 gennaio 2015, nel Divisional round dei playoff, con tre touchdown passati (oltre a uno segnato su corsa), superò Joe Montana diventando il recordman di tutti i tempi nei playoff per passaggi da touchdown (46 contro i 45 dell'ex quarterback dei 49ers): i Patriots batterono i Ravens per 35-31 malgrado l'essere stati in svantaggio di 14 punti in due diversi momenti della partita, avanzando alla finale della AFC, dove batterono con un secco 45-7 i Colts. Brady divenne così il primo quarterback della storia a guidare la sua squadra a sei Super Bowl, in una gara che terminò con 226 yard passate, tre touchdown e un intercetto, battendo il primato di Peyton Manning per yard passate in carriera nei playoff.
Il 1º febbraio 2015 Brady vinse il suo quarto titolo, grazie alla vittoria per 28-24 contro i Seattle Seahawks nel Super Bowl XLIX con 328 yard passate, 4 touchdown (superando così il record di Joe Montana di 11 passaggi da touchdown nell'evento, portandolo a 13) e 2 intercetti. Per la terza volta fu premiato come MVP della partita, un altro primato di Montana pareggiato.

#### Stagione 2015

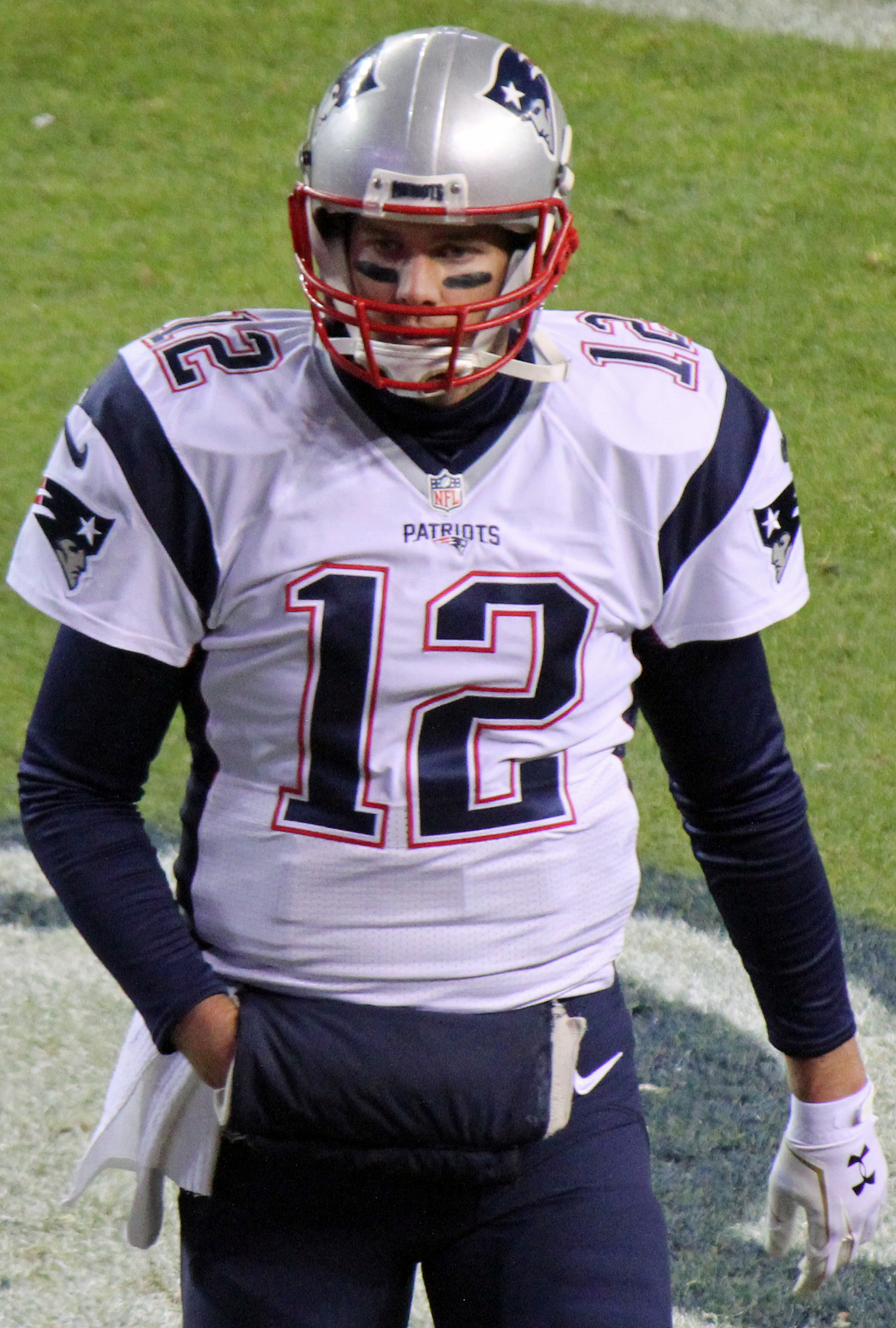
Brady nel 2015

L'11 maggio 2015, Brady fu sospeso senza stipendio dalla NFL per le prime quattro partite della stagione regolare 2015, squalifica inflittagli per via dello scandalo dei palloni gonfiati a una pressione non regolamentare nella finale della AFC di quattro mesi prima contro i Colts, divenuto noto come Deflategate. Il 3 settembre la sanzione fu annullata dal giudice federale Richard Berman, permettendo così al quarterback di essere in campo nella prima gara della stagione vinta contro Pittsburgh in cui passò 4 touchdown per la 23ª volta in carriera (terzo di tutti i tempi) e stabilì un record di franchigia con 19 passaggi completati consecutivamente. Con la 161ª vittoria con la maglia dei Patriots, inoltre, superò il record NFL di Brett Favre per il maggior numero di vittoria per un quarterback con una singola franchigia. Sette giorni dopo passò 466 yard (il secondo massimo in carriera) e 3 touchdown nella vittoria esterna sui Bills, vincendo il premio di quarterback della settimana. Nel terzo turno, vinto contro i Jaguars, passò il suo 400º touchdown in carriera, il quarto giocatore a riuscirvi e quello a cui sono stati necessari meno passaggi per raggiungere tale traguardo. Quattro giorni dopo fu premiato come giocatore offensivo della AFC del mese in cui passò 9 touchdown senza subire alcun intercetto.
Dopo la settimana di pausa, Brady passò due touchdown e ne segnò un terzo su corsa nella vittoria sui Cowboys, unendosi a Manning e Fran Tarkenton come unici altri giocatori ad avere portato le proprie squadre a una partenza per 4-0 per almeno quattro volte. Sette giorni dopo la squadra ebbe la sua miglior partenza dal 2007 con la vittoria sui Colts nella rivincita della finale di conference di otto mesi prima: Brady passò tre touchdown e subì il primo intercetto stagionale. Nella gara del giovedì dell'ottavo turno, New England continuò la sua striscia di vittorie a danno dei Dolphins, con Brady che passò 356 yard e 4 touchdown, venendo premiato come giocatore offensivo della AFC della settimana.
La striscia di vittorie dei Patriots si fermò a quota dieci, a causa della sconfitta ai supplementari nel dodicesimo turno in casa dei Broncos: Brady passò 280 yard e 3 touchdown, ma agli innumerevoli infortuni già subiti dalla squadra si sommò quello del suo ricevitore preferito, il tight end Rob Gronkowski, uscito sul finire dei tempi regolamentari. Dopo una sconfitta anche contro gli Eagles, la vittoria tornò contro i Texans, con 226 yard passate e 2 TD e la squadra che ottenne la certezza aritmetica della qualificazione ai playoff. La stagione di Brady si chiuse guidando la NFL con 36 passaggi da touchdown e al terzo posto con 4.770 yard, venendo convocato per l'undicesimo Pro Bowl in carriera.
Nel divisional round dei playoff, passò 302 yard e 2 touchdown per Gronkowski (più un terzo segnato su corsa) nella vittoria sui Chiefs che qualificò New England alla quinta finale di conference consecutiva. La corsa verso il Super Bowl 50 si interruppe la settimana successiva in casa dei Broncos nel 17º incontro della storia opposto a Manning: la sua gara terminò con un touchdown, due intercetti e diversi sack subiti, terminando col secondo peggior passer rating della carriera nella postseason.

#### Stagione 2016: sospensione e quinta vittoria del Super Bowl

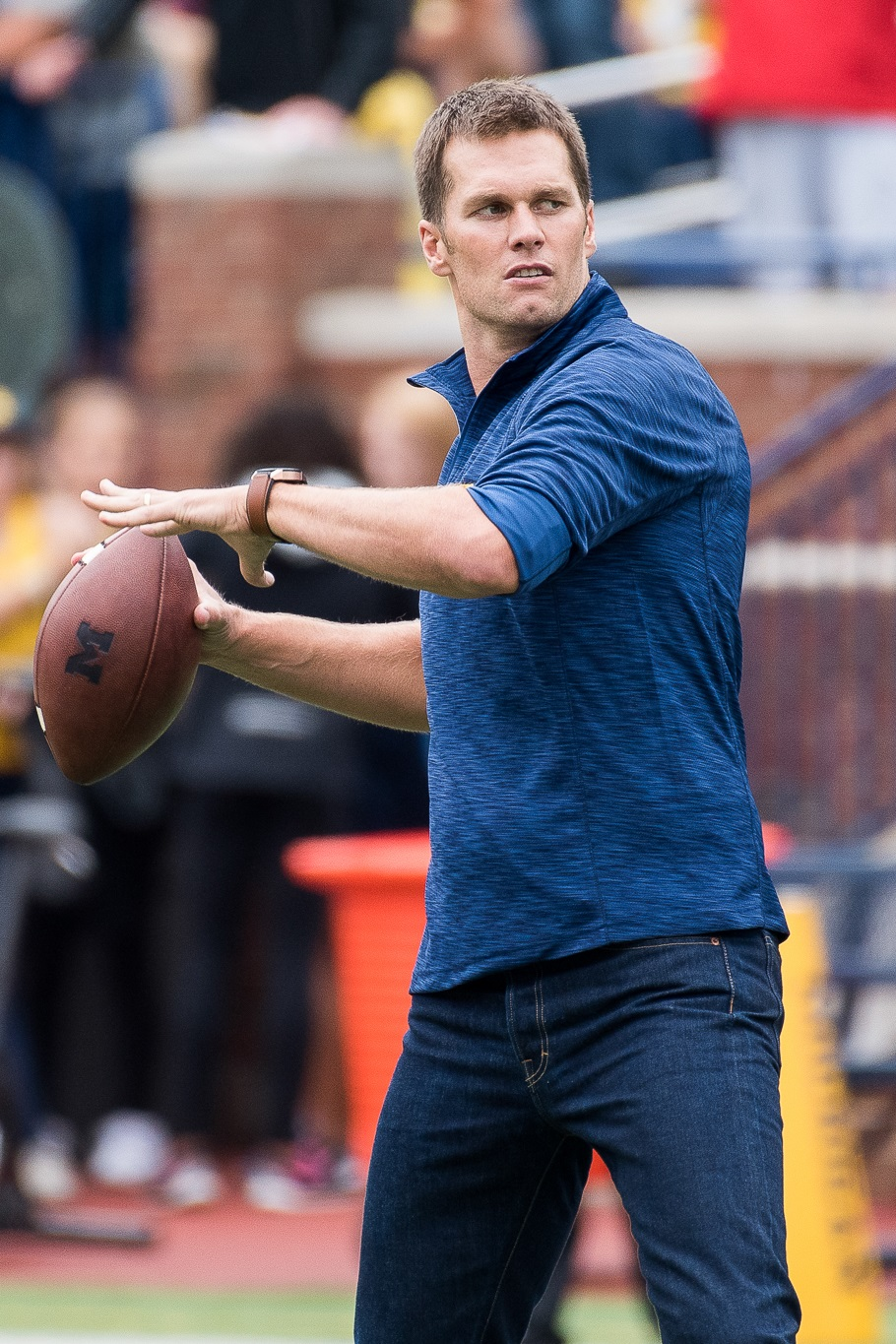
Brady mentre lancia un passaggio a Jim Harbaugh al Michigan Stadium nel settembre 2016

Il 25 aprile 2016, la Corte d'Appello statunitense ristabilì le quattro giornate di sospensione che erano state comminate a Brady per l'inizio della stagione precedente; fece così il suo debutto stagionale il 9 ottobre contro i Cleveland Browns, completando 28 passaggi su 40 per 406 yard e 3 touchdown nella vittoria per 33–13 che gli valsero il premio di giocatore offensivo della AFC della settimana. Alla fine di ottobre fu premiato come giocatore offensivo della conference del mese. L'unica sconfitta della sua stagione giunse contro i Seahawks nella rivincita del Super Bowl XLIX nel decimo turno, in una gara in cui la leadership dell'incontro cambiò sette volte.
Nell'undicesimo turno, Brady disputò la prima gara in carriera in casa della squadra per cui tifava da bambino, i San Francisco 49ers del proprio idolo Joe Montana: completò 24 passaggi su 40 per 280 yard e 4 touchdown nella vittoria per 30-17, venendo premiato ancora come giocatore offensivo della AFC della settimana. Con quei quattro touchdown Brady superò il record di 444 detenuto da Brett Favre per il maggior numero nella stagione regolare con una sola squadra. Il 4 dicembre 2016, battendo i Los Angeles Rams, divenne il quarterback più vincente della storia, superando le 200 vittorie in carriera di Peyton Manning tra stagione regolare e playoff. A fine stagione fu convocato per il dodicesimo Pro Bowl in carriera dopo avere terminato con 28 touchdown e 2 soli intercetti, il miglior rapporto della storia che batté quello di 27-2 stabilito da Nick Foles nel 2013. I Patriots ebbero un record parziale di 11-1 con Brady come titolare nel 2016 e conclusero col miglior record della lega, 14-2.

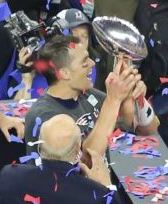
Brady col suo quinto Lombardi Trophy

Nel primo turno di playoff, batterono per 34-16 gli Houston Texans: contro una delle migliori difese della lega, Brady completò 18 passaggi su 38 per 267 yard, con 2 touchdown e 2 intercetti subiti. Nella finale della AFC, New England vinse 36-17 contro i Pittsburgh Steelers, diventando la prima squadra di sempre a raggiungere il Super Bowl per la nona volta: Brady completò 32 passaggi su 42 per 384 yard e 3 touchdown. Il 5 febbraio 2017, nel Super Bowl LI, dopo essersi trovati in svantaggio per 28-3 a meno di nove minuti dalla fine del terzo quarto, i Patriots riuscirono nell'impresa di rimontare gli Atlanta Falcons fino al 28-28, con un parziale di 19-0 nel quarto periodo: nel primo Super Bowl di sempre terminato ai tempi supplementari, New England si impose per 34-28. Brady chiuse l'incontro con 43 passaggi completati su 62 per 466 yard (secondo miglior risultato di tutti i tempi nei playoff dopo le 489 di Bernie Kosar nel 1987), 2 touchdown e un intercetto subito, diventando così il primo quarterback di sempre a vincere cinque Super Bowl in carriera e, con la nomina a MVP dell'incontro, il primo giocatore a ottenere questo riconoscimento per quattro volte. Le yard su passaggio, i passaggi tentati e quelli completati da Brady in questa edizione furono tutti nuovi record per un singolo Super Bowl.

#### Stagione 2017: terza volta MVP e terza sconfitta nel Super Bowl
Dopo una prova opaca nella sconfitta del primo turno contro Kansas City, Brady si rifece la passando 447 yard e 3 touchdown nella vittoria su New Orleans e venendo premiato come giocatore offensivo della settimana della AFC. Sette giorni dopo passò 5 touchdown, incluso quello decisivo per Brandin Cooks a 23 secondi dal termine, nella vittoria contro i Texans. Per il secondo turno consecutivo fu premiato come giocatore offensivo della settimana e per la 17ª volta in carriera come quarterback della settimana.

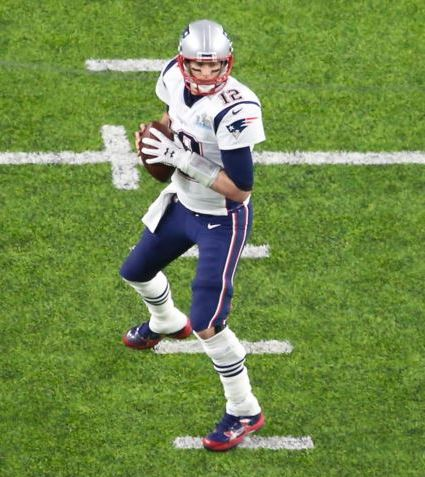
Tom Brady nel Super Bowl LII

Nella sesta giornata contro i Jets, Brady diventò il quarterback più vincente della storia nella stagione regolare con la 187ª vittoria, superando Peyton Manning e Brett Favre. Nel decimo turno fu premiato ancora come giocatore offensivo della settimana dopo avere espugnato il campo dei Broncos con 266 yard passate e 3 touchdown. Alla fine di novembre fu premiato come giocatore offensivo della AFC del mese, in cui passò almeno tre touchdown in ogni partita, coi Patriots che vinsero tutte e tre le gare disputate. A fine stagione fu convocato per il suo tredicesimo Pro Bowl e inserito nel First-team All-Pro dopo avere guidato la NFL con 4.577 yard passate ed essersi classificato terzo con 32 passaggi da touchdown, a fronte di 8 intercetti. I Patriots terminarono con un record di 13-3 al primo posto nel tabellone della AFC.
Nel divisional round dei playoff Brady passò 337 yard e 3 touchdown nella vittoria sui Titans per 35-14, avanzando alla settima finale di conference consecutiva, poi vinta contro i Jaguars per 24-20, garantendosi la qualificazione per il Super Bowl LII contro i Philadelphia Eagles. Il giorno prima della finalissima fu premiato per la terza volta in carriera come MVP della NFL diventando, all'età di quarant'anni, il vincitore più anziano di sempre. Al suo ottavo Super Bowl, favorito dai pronostici complice anche l'assenza di Carson Wentz, sostituito da Nick Foles, disputò una partita di alto profilo, passando 505 yard (record NFL in una gara di playoff) e 3 touchdown senza subire intercetti. Tuttavia, a 2 minuti dalla fine, col risultato di 38-33 in favore degli Eagles, Brady perse un fumble, consentendo agli avversari di mettere a segno un field goal e portarsi sul 41-33 e assicurarsi così la vittoria. Subì così la sua terza sconfitta in un Super Bowl, dopo le prime due ad opera dei New York Giants.

#### Stagione 2018: sesta vittoria del Super Bowl
Nel quinto turno Brady lanciò il suo 500º touchdown in carriera, il terzo quarterback nella storia della NFL a riuscirvi dopo Brett Favre e Peyton Manning, e il primo a farlo con una sola squadra. Con quello stesso passaggio lanciò un touchdown al 71º ricevitore diverso, superando il primato precedentemente detenuto da Vinny Testaverde. Nella sesta giornata, con la vittoria sugli imbattuti Chiefs, divenne il primo quarterback nella storia a vincere 200 partite nella stagione regolare. Nella settimana 14 superò Manning per il maggior numero di passaggi da touchdown nella storia della NFL tra stagione regolare e playoff (581).
Nel quindicesimo turno Brady divenne il quarto quarterback di sempre a raggiungere le 70.000 yard passate in carriera, dopo Manning, Favre e Brees. A fine stagione fu convocato per il suo 14º Pro Bowl dopo aver chiuso con 29 touchdown e 11 intercetti, mentre New England, con 11 vittorie e 5 sconfitte, allungò ulteriormente la propria striscia record vincendo la AFC East per il decimo anno consecutivo.
Nei playoff i Patriots batterono i Chargers nel Divisional round e i Chiefs nella finale della AFC, permettendo a Brady di qualificarsi per il nono Super Bowl in carriera, dove incontrò i Los Angeles Rams. La partita fu povera di emozioni e terminò con il risultato più basso nella storia dell'evento, 13-3 in favore di New England, che raggiunse così gli Steelers diventando la squadra con più Super Bowl vinti della storia della NFL. Brady invece vinse il suo sesto anello, diventando il giocatore col maggior numero di titoli vinti di sempre.

#### Stagione 2019

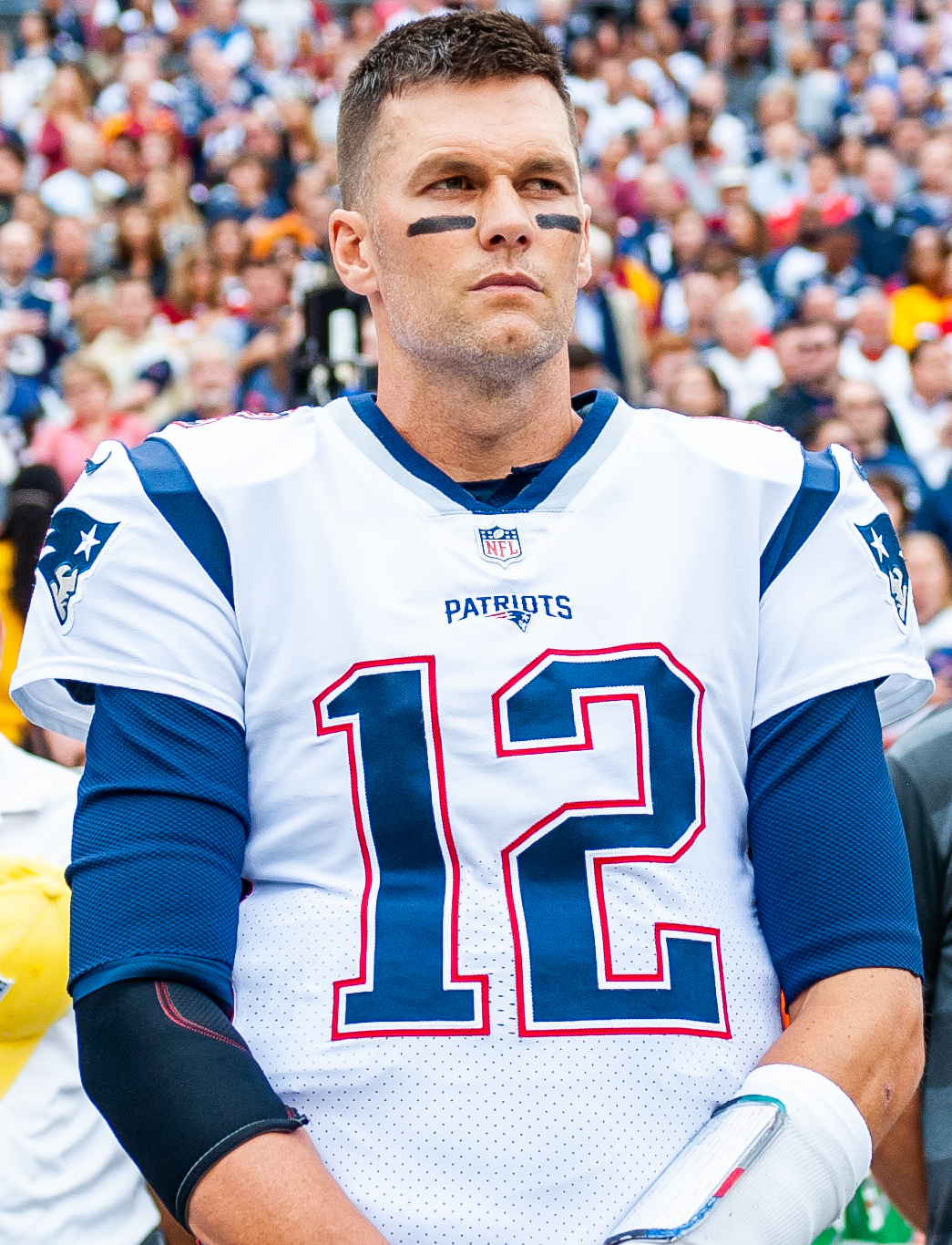
Brady nel 2019

Il 4 agosto 2019, Brady firmò un rinnovo contrattuale biennale del valore di 70 milioni di dollari per le stagioni 2020 e 2021. I termini del contratto permettevano al giocatore di diventare free agent al termine della stagione 2019.
Brady iniziò la sua ventesima stagione passando 3 touchdown nella vittoria per 33–3 sui Pittsburgh Steelers. La settimana seguente nella vittoria per 43–0 sui Dolphins passò due touchdown e ne segnò uno su corsa. Nella vittoria per 33–7 sui Washington Redskins nella settimana 5 superò Brett Favre al terzo posto nella lista delle yard passate di tutti i tempi. La settimana successiva superò anche Peyton Manning. Tuttavia, Brady faticò nel prosieguo della stagione e i Patriots persero tre delle successive cinque gare, dopo avere vinto tutte le prime otto. Il passer rating in carriera del quarterback scese dal quarto al sesto posto di tutti i tempi in quel periodo. Nell'ultimo turno superò Manning al secondo posto di sempre con il 540º passaggio da touchdown in carriera ma la sconfitta contro i Dolphins costò a New England la possibilità di qualificarsi direttamente al secondo turno di playoff.
Per la prima volta dal 2008, l'anno in cui si ruppe il legamento crociato anteriore, Brady non fu convocato per il Pro Bowl. Tuttavia, The Sporting News lo nominò giocatore NFL del decennio. Nel primo turno di playoff i campioni in carica furono subito eliminati dai Tennessee Titans.
Il 17 marzo 2020 Brady annunciò tramite il suo account su Twitter che non avrebbe fatto ritorno ai Patriots.

### Tampa Bay Buccaneers

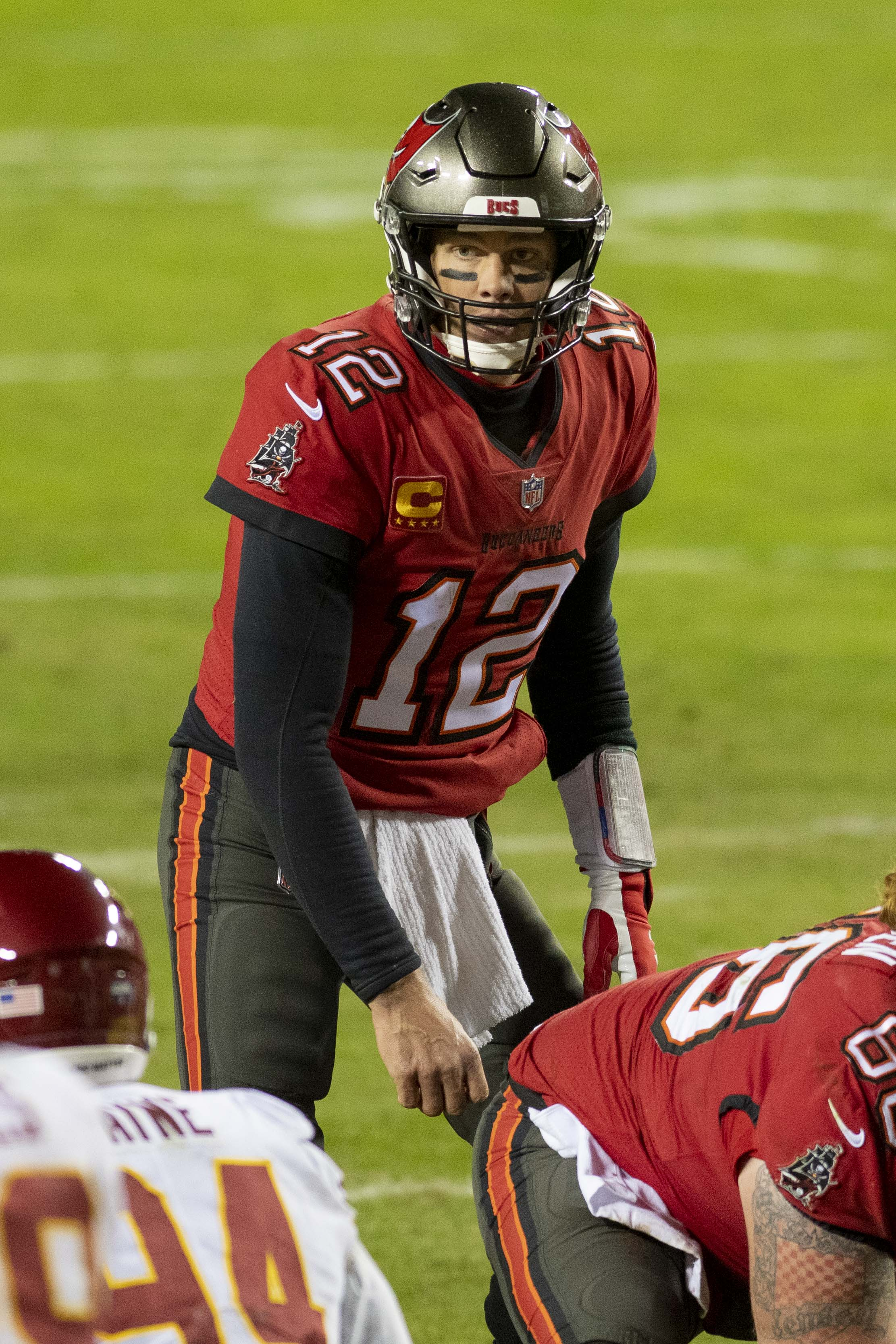
Brady nei playoff 2020

#### Stagione 2020: settima vittoria del Super Bowl
Lo stesso giorno venne ufficializzato il passaggio di Brady ai Tampa Bay Buccaneers, con i quali firmò un contratto biennale da 50 milioni di dollari. Nella prima partita con la nuova maglia passò 239 yard, 2 touchdown e subì 2 intercetti, di cui uno ritornato dagli avversari in touchdown, nella sconfitta contro i Saints. La prima vittoria giunse sette giorni dopo passando 217 yard, un touchdown e un intercetto contro i Panthers. Nella settimana 4 portò a rimontare uno svantaggio di 17 punti contro i Chargers passando 5 touchdown e un intercetto nel 38-31 finale che gli valsero il premio di giocatore offensivo della NFC della settimana e di quarterback della settimana. Alla fine di ottobre fu premiato come giocatore offensivo del mese della NFC in cui lanciò 12 touchdown e i Buccaneers ebbero un record di 3-1.
Dopo una sconfitta nella settimana 9 contro i Saints che fu la peggiore della carriera per differenziale di punti e in cui subì tre intercetti, Brady si rifece nel turno seguente passando 341 yard, 3 touchdown e segnandone un altro su corsa. Nel 15º turno stabilì un nuovo record quando per la quarta volta portò la sua squadra alla vittoria in rimonta dopo essere rimasto in svantaggio di almeno 17 punti alla fine del primo tempo. La sua gara contro i Falcons terminò con 320 yard passate e 2 touchdown. La settimana successiva passò 348 yard e 4 touchdown per un passer rating perfetto di 158,3 nel solo primo tempo, prima di essere sostituito da Blaine Gabbert nella seconda frazione della vittoria contro i Detroit Lions per 47-7. Stabilì così un nuovo record di franchigia per touchdown passati in una stagione e ottenne la matematica qualificazione dei Bucs ai playoff, la prima dal 2007. La sua annata si chiuse al terzo posto della lega con 4.633 yard passate e al secondo con 40 passaggi da touchdown.
Nel wild card round dei playoff contro il Washington Football Team, Brady passò 381 yard e touchdown nella vittoria per 31-23. In quella partita diventò il giocatore più anziano della storia a lanciare un passaggio da touchdown, superando George Blanda. La settimana successiva batté i Saints numero 2 del tabellone della NFC con 199 yard passate e 2 touchdown (più uno segnato su corsa) al Louisiana Superdome. Nella finale della NFC passò 280 yard, 3 touchdown e subì 3 intercetti nella vittoria per 31-26 sui Green Bay Packers numero 1 del tabellone che lo qualificò per il suo decimo Super Bowl. I Buccaneers sconfissero in finale i Kansas City Chiefs, campioni uscenti, per 31 a 9. Brady, autore di una prestazione da 201 yard e 3 touchdown lanciati, venne premiato per la quinta volta in carriera come MVP del Super Bowl.

#### Stagione 2021
Nella prima gara della stagione 2021 Brady fu premiato come quarterback della settimana dopo avere passato 379 yard, 4 touchdown e 2 intercetti nella vittoria sui Cowboys. La settimana successiva passò 5 touchdown nella vittoria sui Falcons. Nel quarto turno divenne il leader di tutti i tempi per yard passate in carriera, superando il record di Drew Brees di 80.358. Nella stessa partita, nel ritorno a Foxboro contro i suoi Patriots, divenne anche il quarto quarterback a battere tutte le 32 squadre, unendosi a Brees, Brett Favre e Peyton Manning. Nella settimana 6 divenne il primo giocatore a passare 600 touchdown in carriera. Nella settimana 14 divenne il leader di tutti i tempi per passaggi completati in carriera, superando i 7.142 di Drew Brees. A fine stagione fu convocato per il suo 15º Pro Bowl, un record assoluto, e inserito nel Second-team All-Pro dopo avere guidato la lega in yard passate (5.316) e passaggi da touchdown (43).
Nei playoff i campioni in carica batterono gli Eagles nel primo turno, prima di venire eliminati dai Rams nel divisional round.

#### Stagione 2022
Il 1º febbraio 2022 Brady annunciò il proprio ritiro dopo 22 stagioni da professionista, ma il 13 marzo ritornò sui propri passi annunciando che sarebbe sceso in campo per la stagione 2022 con i Buccaneers. Nel primo turno passò 212 yard, un touchdown e un intercetto nella vittoria sui Cowboys. Dopo avere iniziato con un record di 3-2, i Bucs persero tre gare consecutive finché, nella settimana 9, Brady interruppe la striscia negativa guidando Tampa Bay con il drive della vittoria nei minuti finali della gara contro i Rams campioni in carica conclusosi con il passaggio da touchdown per Cade Otton. In quella partita divenne il primo giocatore della storia a passare 100.000 yard tra stagione regolare e playoff.
Nel penultimo turno Brady vinse il suo 19º titolo di division portando i Buccaneers alla vittoria sui Panthers con la miglior prova stagionale, in cui passò 432 yard e tre touchdown, tutti per Mike Evans. Per questa prestazione fu premiato, per la 23ª volta in carriera, come quarterback della settimana. Nell'ultima ininfluente partita contro i Falcons stabilì i nuovi record NFL stagionali per passaggi tentati (733) e completati (490). Chiuse l'annata al terzo posto della NFL per yard passate (4.694), con 25 touchdown. I Buccaneers ebbero un record finale di 8-9, la prima stagione con un record negativo di una squadra con Brady come quarterback primariamente titolare tra scuole superiori, college football e professionisti.
Nel primo turno di playoff i Buccaneers furono eliminati dai Dallas Cowboys in una gara in cui Brady passò 351 yard, 2 touchdown e un intercetto.
Il 1º febbraio 2023, esattamente un anno dopo la prima volta, annunciò il definitivo ritiro dal football professionistico.

## Palmarès

### Franchigia
- Super Bowl : 7 (record)

New England Patriots: XXXVI, XXXVIII, XXXIX, XLIX, LI e LIII
Tampa Bay Buccaneers: LV
- American Football Conference Championship: 9 (record)

New England Patriots: 2001, 2003, 2004, 2007, 2011, 2014, 2016, 2017, 2018
- National Football Conference Championship: 1

Tampa Bay Buccaneers: 2020

### Individuale
- MVP del Super Bowl: 5 (record)

2001, 2003, 2014, 2016, 2020
- MVP della NFL: 3

2007, 2010, 2017
- Miglior giocatore offensivo dell'anno della NFL: 2

2007, 2010
- NFL Comeback Player of the Year Award: 1

2009
- Convocazioni al Pro Bowl: 15 (record)

2001, 2004, 2005, 2007, 2009, 2010, 2011, 2012, 2013, 2014, 2015, 2016, 2017, 2018, 2021
- First-Team All-Pro: 3

2007, 2010, 2017
- Second-Team All-Pro: 3

2005, 2016, 2021
- Leader della NFL in passaggi da touchdown: 5 (record)

2002, 2007, 2010, 2015, 2021
- Quarterback dell'anno: 1

2021
- Quarterback della settimana: 23

9ª e 17ª del 2003, 17ª del 2004, 8ª del 2006, 6ª, 7ª, 11ª e 17ª del 2007, 14ª del 2010, 1ª del 2011, 4ª, 8ª e 14ª del 2012, 2ª del 2015, 5ª e 11ª del 2016, 3ª del 2017, 4ª e 17ª del 2020, 1ª, 2ª e 18ª del 2021, 17ª del 2022
- Bert Bell Award: 1

2007
- Atleta dell'anno dell'Associated Press: 1

2007
- Club delle 500 yard passate in una singola gara
- Formazione ideale della NFL degli anni 2000
- Formazione ideale della NFL degli anni 2010
- Classificato al #21 tra i migliori cento giocatori di tutti i tempi da NFL.com
- Formazione ideale del 100º anniversario della National Football League
- Formazione ideale del 50º anniversario dei Patriots

## Vita privata

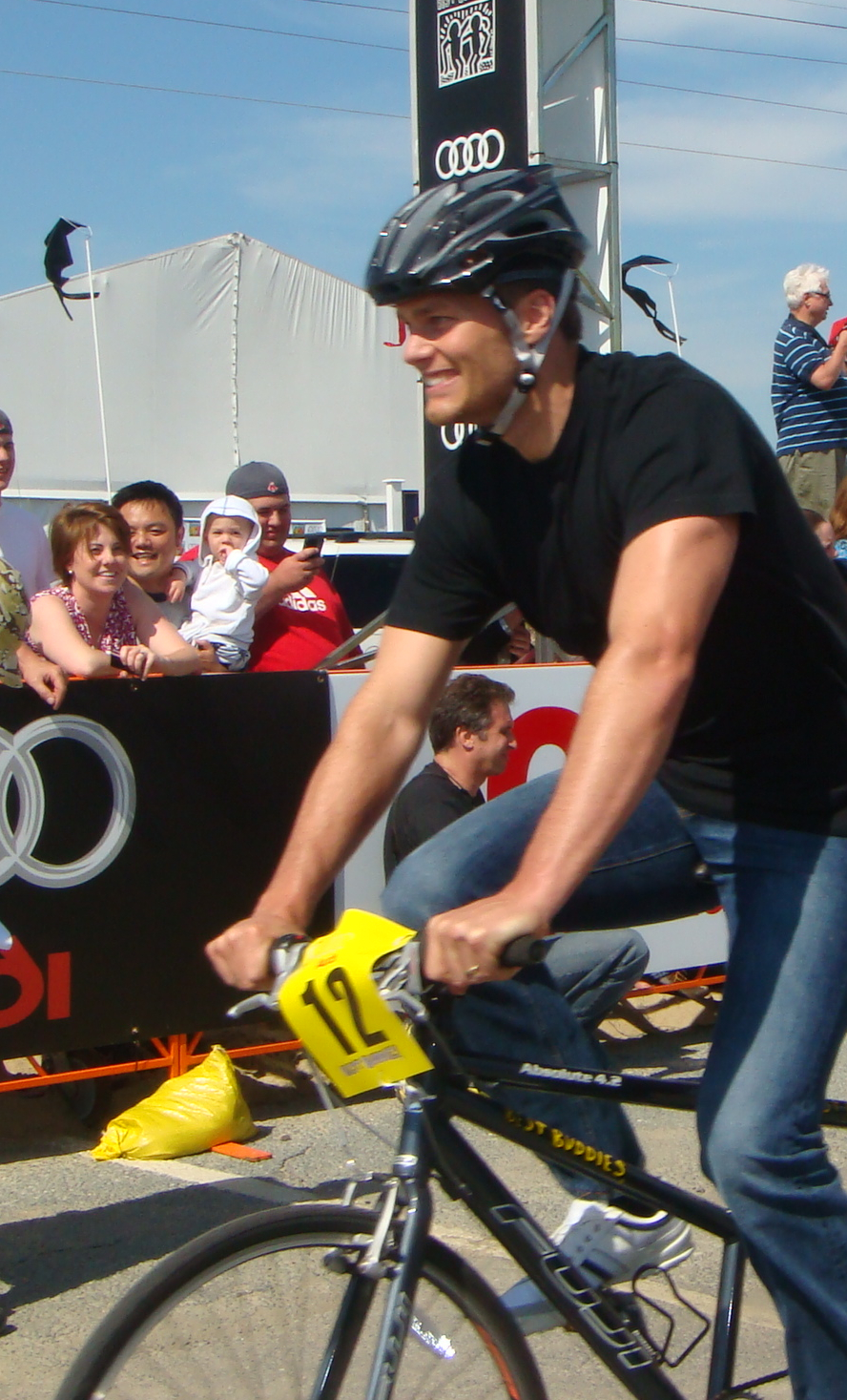
Tom Brady a una corsa ciclistica per beneficenza a Hyannis, Massachusetts nel maggio 2009.

Tra il 2004 e il 2006, Brady ha avuto una relazione con Bridget Moynahan. L'attrice e modella ha dato alla luce il loro figlio, John Edward Thomas Moynahan, nell'agosto del 2007.
Alla fine del 2006 Brady si fidanza con la supermodella Gisele Bündchen. La coppia si è sposata il 26 febbraio 2009 a Santa Monica, in California. Hanno avuto due figli: Benjamin Rein (2009) e Vivian Lake (2012).
Il 28 ottobre 2022 Gisele Bündchen e Tom Brady annunciano di aver avviato le pratiche per il divorzio.

## Filmografia

### Cinema
- Ted 2, regia di Seth MacFarlane (2015), nel ruolo di sé stesso
- 80 voglia di Brady, regia di Kyle Marvin (2023), nel ruolo di sé stesso

### Doppiatore
- I Griffin 4x20, sé stesso
- I Simpson 16x08, sé stesso
- South Park 23x08, sé stesso

## Doppiatori italiani
- Roberto Certomà in Ted 2
- Francesco Pezzulli in 80 voglia di Brady

Da doppiatore è sostituito da:
- Francesco Pezzulli ne I Griffin

## Statistiche
| Legenda                       |
| Vincitore del Super Bowl      |
| Vincitore dell'AFC / NFC      |
| Grassetto - Leader della lega |

### Stagione regolare
| New England Patriots / Tampa Bay Buccaneers |         |     |     |          |          |          |          |          |          |          |          |       |       |       |       |      |       |        |        |                 |        |
|                                             |         |     |     | Passaggi | Passaggi | Passaggi | Passaggi | Passaggi | Passaggi | Passaggi | Passaggi | Corse | Corse | Corse | Corse | Sack | Sack  | Fumble | Fumble | Record          | Record |
| Anno                                        | Squadra | P   | PT  | Comp     | Ten      | %        | Yard     | Media    | TD       | Int      | Rat      | Ten   | Yard  | Media | TD    | Sack | Yard  | Fum    | Persi  | V/S (come tit.) |        |
| 2000                                        | NE      | 1   | 0   | 1        | 3        | 33.3     | 6        | 2.0      | 0        | 0        | 42.4     | 0     | 0     | 0     | 0     | 0    | 0     | 0      | 0      | 0-0             |        |
| 2001                                        | NE      | 15  | 14  | 264      | 413      | 63.9     | 2 843    | 6.9      | 18       | 12       | 86.5     | 36    | 43    | 1.2   | 0     | 41   | 216   | 12     | 3      | 11-3            |        |
| 2002                                        | NE      | 16  | 16  | 373      | 601      | 62.1     | 3 764    | 6.3      | 28       | 14       | 85.7     | 42    | 110   | 2.6   | 1     | 31   | 190   | 11     | 5      | 9-7             |        |
| 2003                                        | NE      | 16  | 16  | 317      | 527      | 60.2     | 3 620    | 6.9      | 23       | 12       | 85.9     | 42    | 63    | 1.5   | 1     | 32   | 219   | 13     | 5      | 14-2            |        |
| 2004                                        | NE      | 16  | 16  | 288      | 474      | 60.8     | 3 692    | 7.8      | 28       | 14       | 92.6     | 43    | 28    | 0.7   | 0     | 26   | 162   | 7      | 5      | 14-2            |        |
| 2005                                        | NE      | 16  | 16  | 334      | 550      | 63.0     | 4 110    | 7.8      | 26       | 14       | 92.3     | 27    | 89    | 3.3   | 1     | 26   | 188   | 4      | 3      | 10-6            |        |
| 2006                                        | NE      | 16  | 16  | 319      | 516      | 61.8     | 3 529    | 6.8      | 24       | 12       | 87.9     | 49    | 102   | 2.1   | 0     | 26   | 175   | 12     | 4      | 12-4            |        |
| 2007                                        | NE      | 16  | 16  | 398      | 578      | 68.9     | 4 806    | 8.3      | 50       | 8        | 117.2    | 37    | 98    | 2.6   | 2     | 21   | 128   | 6      | 4      | 16-0            |        |
| 2008                                        | NE      | 1   | 1   | 7        | 11       | 63.6     | 76       | 6.9      | 0        | 0        | 83.9     | 0     | 0     | 0     | 0     | 0    | 0     | 0      | 0      | 1-0             |        |
| 2009                                        | NE      | 16  | 16  | 371      | 565      | 65.7     | 4 398    | 7.8      | 28       | 13       | 96.2     | 29    | 44    | 1.5   | 1     | 16   | 86    | 4      | 2      | 10-6            |        |
| 2010                                        | NE      | 16  | 16  | 324      | 492      | 65.9     | 3 900    | 7.9      | 36       | 4        | 111.0    | 31    | 30    | 1.0   | 1     | 25   | 175   | 3      | 1      | 14-2            |        |
| 2011                                        | NE      | 16  | 16  | 401      | 611      | 65.6     | 5 235    | 8.6      | 39       | 12       | 105.6    | 43    | 109   | 2.5   | 3     | 32   | 173   | 6      | 2      | 13-3            |        |
| 2012                                        | NE      | 16  | 16  | 401      | 537      | 63.0     | 4 827    | 7.6      | 34       | 8        | 98.7     | 23    | 32    | 1.4   | 4     | 27   | 182   | 2      | 0      | 12-4            |        |
| 2013                                        | NE      | 16  | 16  | 380      | 628      | 60.5     | 4 343    | 6.9      | 25       | 11       | 87.3     | 32    | 18    | 0.6   | 0     | 40   | 256   | 9      | 3      | 12-4            |        |
| 2014                                        | NE      | 16  | 16  | 373      | 582      | 64.1     | 4 109    | 7.1      | 33       | 9        | 97.4     | 36    | 57    | 1.6   | 0     | 21   | 134   | 6      | 3      | 12-4            |        |
| 2015                                        | NE      | 16  | 16  | 402      | 624      | 64.4     | 4 770    | 7.6      | 36       | 7        | 103.1    | 33    | 54    | 1.6   | 3     | 36   | 211   | 5      | 2      | 12-4            |        |
| 2016                                        | NE      | 12  | 12  | 291      | 432      | 67.4     | 3 554    | 8.2      | 28       | 2        | 112.2    | 28    | 64    | 2.3   | 0     | 15   | 87    | 5      | 0      | 11–1            |        |
| 2017                                        | NE      | 16  | 16  | 385      | 581      | 66.3     | 4 577    | 7.9      | 32       | 8        | 102.8    | 25    | 28    | 1.1   | 0     | 35   | 201   | 7      | 3      | 13-3            |        |
| 2018                                        | NE      | 16  | 16  | 375      | 570      | 65.8     | 4 355    | 7.6      | 29       | 11       | 97.7     | 23    | 35    | 1.5   | 2     | 21   | 147   | 4      | 2      | 11–5            |        |
| 2019                                        | NE      | 16  | 16  | 373      | 613      | 60.8     | 4 057    | 6.6      | 24       | 8        | 88.0     | 26    | 34    | 1.3   | 3     | 27   | 185   | 4      | 1      | 12-4            |        |
| 2020                                        | TB      | 16  | 16  | 401      | 610      | 65.7     | 4 633    | 7.6      | 40       | 12       | 102.2    | 30    | 6     | 0.2   | 3     | 21   | 143   | 4      | 1      | 13-3            |        |
| 2021                                        | TB      | 17  | 17  | 485      | 719      | 67.5     | 5 316    | 7.4      | 43       | 12       | 102.1    | 28    | 81    | 2.9   | 2     | 22   | 144   | 4      | 3      | 13-4            |        |
| Totale                                      | Totale  | 318 | 316 | 7.263    | 11.317   | 64.2     | 84.520   | 7.5      | 624      | 203      | 97.6     | 664   | 1.045 | 1.7   | 27    | 543  | 3.416 | 129    | 52     | 243-73          |        |

### Playoff
| New England Patriots / Tampa Bay Buccaneers |         |    |    |          |          |          |          |          |          |          |          |       |       |       |       |      |      |        |        |
|                                             |         |    |    | Passaggi | Passaggi | Passaggi | Passaggi | Passaggi | Passaggi | Passaggi | Passaggi | Corse | Corse | Corse | Corse | Sack | Sack | Fumble | Fumble |
| Anno                                        | Squadra | P  | PT | Comp     | Ten      | %        | Yard     | Media    | TD       | Int      | Rat      | Ten   | Yard  | Media | TD    | Sack | Yard | Fum    | Persi  |
| 2001                                        | NE      | 3  | 3  | 60       | 97       | 61.9     | 572      | 5.9      | 1        | 1        | 77.3     | 8     | 22    | 2.8   | 1     | 5    | 36   | 1      | 0      |
| 2003                                        | NE      | 3  | 3  | 75       | 126      | 59.5     | 792      | 6.3      | 5        | 2        | 84.5     | 12    | 18    | 1.5   | 0     | 0    | 0    | 0      | 0      |
| 2004                                        | NE      | 3  | 3  | 55       | 81       | 67.9     | 587      | 7.2      | 5        | 0        | 109.4    | 7     | 3     | 0.4   | 1     | 0    | 0    | 1      | 1      |
| 2005                                        | NE      | 2  | 2  | 35       | 63       | 55.6     | 542      | 8.6      | 4        | 2        | 92.2     | 3     | 8     | 2.7   | 0     | 4    | 12   | 2      | 0      |
| 2006                                        | NE      | 3  | 3  | 70       | 119      | 58.8     | 724      | 6.1      | 5        | 4        | 76.5     | 8     | 18    | 2.2   | 0     | 4    | 22   | 2      | 0      |
| 2007                                        | NE      | 3  | 3  | 77       | 109      | 70.6     | 737      | 6.8      | 6        | 3        | 96.0     | 4     | −1    | −0.2  | 0     | 8    | 52   | 1      | 1      |
| 2009                                        | NE      | 1  | 1  | 23       | 42       | 54.8     | 154      | 3.7      | 2        | 3        | 49.1     | 0     | 0     | 0     | 0     | 3    | 22   | 1      | 1      |
| 2010                                        | NE      | 1  | 1  | 29       | 45       | 64.4     | 299      | 6.6      | 2        | 1        | 89.0     | 2     | 2     | 1.0   | 0     | 5    | 40   | 1      | 0      |
| 2011                                        | NE      | 3  | 3  | 75       | 111      | 67.6     | 878      | 7.9      | 8        | 4        | 100.4    | 9     | 10    | 1.1   | 1     | 3    | 15   | 0      | 0      |
| 2012                                        | NE      | 2  | 2  | 54       | 94       | 57.4     | 664      | 7.1      | 4        | 2        | 84.7     | 3     | 4     | 1.3   | 0     | 1    | 9    | 0      | 0      |
| 2013                                        | NE      | 2  | 2  | 37       | 63       | 58.7     | 475      | 7.5      | 1        | 0        | 87.7     | 3     | 6     | 2.0   | 1     | 4    | 34   | 1      | 0      |
| 2014                                        | NE      | 3  | 3  | 93       | 135      | 68.9     | 921      | 6.8      | 10       | 4        | 100.3    | 11    | 10    | 0.9   | 1     | 3    | 16   | 0      | 0      |
| 2015                                        | NE      | 2  | 2  | 55       | 98       | 56.1     | 612      | 6.2      | 3        | 2        | 76.6     | 9     | 19    | 2.1   | 1     | 4    | 18   | 0      | 0      |
| 2016                                        | NE      | 3  | 3  | 93       | 142      | 65.5     | 1 137    | 8.0      | 7        | 3        | 97.7     | 9     | 13    | 1.4   | 0     | 9    | 42   | 0      | 0      |
| 2017                                        | NE      | 3  | 3  | 89       | 139      | 64.0     | 1 132    | 8.1      | 8        | 0        | 108.6    | 7     | 8     | 1.1   | 0     | 4    | 17   | 1      | 0      |
| 2018                                        | NE      | 3  | 3  | 85       | 125      | 68.0     | 953      | 7.6      | 2        | 3        | 85.5     | 5     | -4    | -0.8  | 0     | 1    | 9    | 1      | 0      |
| 2019                                        | NE      | 1  | 1  | 20       | 37       | 54.1     | 209      | 5,6      | 0        | 1        | 59.4     | 0     | 0     | 0     | 0     | 0    | 0    | 0      | 0      |
| 2020                                        | TB      | 3  | 3  | 60       | 109      | 55.1     | 860      | 7.9      | 7        | 3        | 90.8     | 9     | -1    | -0.0  | 1     | 5    | 31   | 1      | 0      |
| Totale‡                                     | Totale‡ | 44 | 44 | 1 085    | 1 735    | 62.5     | 12 248   | 7.1      | 80       | 38       | 89.9     | 109   | 135   | 1.2   | 7     | 71   | 440  | 13     | 4      |

‡ Totale in carriera inclusi i playoff 2020.
     Record NFL nei playoff

### Super Bowl
| New England Patriots / Tampa Bay Buccaneers |         |         |      |          |          |          |          |          |          |          |          |       |       |       |       |
|                                             |         |         |      | Passaggi | Passaggi | Passaggi | Passaggi | Passaggi | Passaggi | Passaggi | Passaggi | Corse | Corse | Corse | Corse |
| Anno                                        | SB      | Squadra | Avv. | Comp     | Ten      | %        | Yard     | Media    | TD       | Int      | Rat      | Ten   | Yard  | Media | TD    |
| 2001                                        | XXXVI   | NE      | STL  | 16       | 27       | 59.3     | 145      | 5.4      | 1        | 0        | 86.2     | 1     | 3     | 3.0   | 0     |
| 2003                                        | XXXVIII | NE      | CAR  | 32       | 48       | 66.7     | 354      | 7.4      | 3        | 1        | 100.5    | 2     | 12    | 6.0   | 0     |
| 2004                                        | XXXIX   | NE      | PHI  | 23       | 33       | 69.7     | 236      | 7.2      | 2        | 0        | 110.2    | 1     | -1    | -1.0  | 0     |
| 2007                                        | XLII    | NE      | NYG  | 29       | 48       | 60.4     | 266      | 5.5      | 1        | 0        | 82.5     | 0     | 0     | 0     | 0     |
| 2011                                        | XLVI    | NE      | NYG  | 27       | 41       | 65.9     | 276      | 6.7      | 2        | 1        | 91.5     | 0     | 0     | 0     | 0     |
| 2014                                        | XLIX    | NE      | SEA  | 37       | 50       | 74.0     | 328      | 6.6      | 4        | 2        | 101.1    | 2     | -3    | -1.5  | 0     |
| 2016                                        | LI      | NE      | ATL  | 43       | 62       | 69.4     | 466      | 7.5      | 2        | 1        | 95.2     | 1     | 15    | 15.0  | 0     |
| 2017                                        | LII     | NE      | PHI  | 28       | 48       | 58.3     | 505      | 10.5     | 3        | 0        | 115.4    | 1     | 6     | 6.0   | 0     |
| 2018                                        | LIII    | NE      | LAR  | 21       | 35       | 60.0     | 262      | 7.5      | 0        | 1        | 71.4     | 2     | -2    | -1.0  | 0     |
| 2020                                        | LV      | TB      | KC   | 21       | 29       | 72.4     | 201      | 6.9      | 3        | 0        | 125.8    | 4     | -2    | -2.0  | 0     |
| Carriera                                    | 10      |         |      | 277      | 421      | 65.8     | 3 039    | 7.2      | 21       | 6        | 95.6     | 14    | 28    | 2.0   | 0     |

     Record NFL nel Super Bowl